# サンリオピューロランド
サンリオピューロランド（Sanrio Puroland）は、日本の東京都多摩市にあるサンリオキャラクターをモチーフとした屋内型テーマパーク。株式会社サンリオの子会社である株式会社サンリオエンターテイメントが運営している。略称はSPL。

## 概要

ピューロビレッジ

知恵の木

1990年12月7日に開園した日本初の屋内型テーマパークで、世界でも1989年7月12日に開園した韓国ソウルのロッテワールドに次ぐ2例目の屋内型テーマパークでもある。また、当園は学習施設としての側面も合わせ持っている（後述）。初代館長は株式会社サンリオ常務の西口由一で二代目館長は株式会社サンリオ常務・経理部長の佐藤誠（後のサンリオエンターテイメント社長）が担当した。2017年現在の館長はサンリオエンターテイメント取締役の小巻亜矢。
園内1階より吹き抜けの広場「ピューロビレッジ」に設置された直径8メートルの「知恵の木」と、それに付随する「知恵の木ステージ」を中心として、周囲にショー系のアトラクション4つ（「ディスカバリーシアター」「メルヘンシアター」「フェアリーランドシアター」「エンターテイメントホール」）が設置され、ピューロビレッジの周囲上部をライド系のアトラクション（「サンリオキャラクターボートライド」）が周回する構造になっている。園内1階から2階は吹き抜けになっており、3階に出入口とホール、物販施設が位置する。4階は飲食施設3箇所と物販施設がある。ハートパークという仮称のためか、園内外の至る所にハートの意匠が散りばめられている。休日はアトラクションフロアである1・2階のベビーカーは使用不可となっており、ベビーカーを利用して来園した場合は入園口で預ける事となるが、比較的空いている平日はベビーカーの利用が可能になった。車椅子利用者は入館可能で、館内の移動はエレベーターを利用する。また車椅子利用者に対するパレード・ショーの優先入場エリアも存在する。地下は2層構造になっており、駐車場（地下2階）のほか、スタッフルーム（地下1階）と各種設備（給排水、電源、給排気、空調など）がある。建物の総面積は「およそ武道館の4倍」で、消防法で定められた園内（館内）の最大定員（ピーク・イン・ピーク）は6200名と決められている。
2014年4月1日以降から「入場券」および「アトラクションチケット」（フリーアトラクション券、JOY券）の販売は終了し、各種アトラクションが無制限に利用できる「パスポート」のみとなっている。「パスポート」は3歳以上から必要であり、2歳以下の子供は無料である。また、消費税の増税に伴い、主要なレジャー施設が軒並み値上げをする中、料金の大幅な値下げが実施されたが、年間パスポートは一旦廃止された（年間パスポートは2014年12月5日より販売を再開）。園内には数箇所の物販施設が点在し、サンリオのオリジナルグッズやキャラクター商品、映像・音楽ソフト、衣料品、菓子、飲料水などが販売されている。また子供向けの有料ゲームコーナーなどのアミューズメント設備もある。飲食施設は園内の1階と4階に合計4箇所あり、フードコートや食べ放題形式などがある。1階のピューロビレッジと、3階のホールや4階のレストランなどでサンリオキャラクターのグリーティングが行われる。
飲食物の持ち込みについては、お弁当・ファーストフード類の持ち込みは禁止とされている。出入口で手にキャラクターのカオのスタンプ（目に見えない）を押してもらうことで入園したその日に限り、自由に再入園できる。2023年現在での通常営業時間は、開園は平日は概ね10時（休日は8時30分から10時の間いずれか）、閉園は17時までとなっている。園内の写真撮影は一部の例外を除き自由に出来る。ただし安全のため自撮り棒を除く三脚などの撮影補助機材の使用やフラッシュなど補助光を使用した撮影は禁止されている。
開園日である12月7日頃に毎年ピューロランドが無料開放され、限定グッズの販売や記念イベントが開催される。ただしこの日は非常に混雑する。
一般社団法人アニメツーリズム協会による「訪れてみたい日本のアニメ聖地88（2018年版）」や、NPO法人地域活性化センターによる「恋人の聖地」の一つにも認定されている。また、「夏まつり in サンリオピューロランド」は夜景観光コンベンション・ビューローの夏期のイルミネーションイベントである「サマーイルミネーション部門」において、全国10位の成績をおさめている。
サンリオピューロランドには、当初ピエロをモチーフにした「ピューロキャラクター」というキャラクターが存在した。館名が示す通り「サンリオピューロランド誕生物語」（テーマパークとしての誕生ストーリー）の基礎を成す重要なキャラクター達だったが、サンリオピューロランドのテーマ性変更に伴い存在自体が消滅していった。現在でもピューロビレッジなど館内の一部にその名残としてピューロキャラクターが残されている。
サンリオピューロランドで働くスタッフは、「ピューロフレンズ」と呼ばれている。

### 建築データ
- 名称：サンリオピューロランド
- 発注者：サンリオ
- デザイン開発：ランドマーク・エンターテイメント・グループ[7]
- 設計者[7]
  - 建築・構造・設備：梓設計
  - 内装：東宝、ムラヤマ、凸版印刷、丹青社
- 監理者：梓設計、三菱商事
- 施工者[7][2]
  - 建築：大成、竹中、戸田、三井、東急、五洋建設JV
  - 電気：東光、弘電、きんでん建設JV
  - 空調：高砂、新菱、朝日建設JV
  - 衛生：斎久、第一工業建設JV
  - 内装：東宝、ムラヤマ、凸版印刷、丹青社
  - 音響：日本ビクター（JVC）、ビクター特機
- 構造：スチール構造（地上）、鉄骨鉄筋コンクリート構造（地下）[7]
- 屋根：耐酸被覆鋼板（大屋根部分）、フォームポリスチレンアスファルト防水（4階部分）
- 外壁：磁器質タイル貼り、吹付タイル

## 運営企業
1987年11月12日にサンリオの子会社で運営会社となる、株式会社サンリオ・コミュニケーション・ワールドを資本金15億円で設立した。1988年11月16日に施設の起工式が行なわれて建設着工し、総工費650億円を投じて1990年12月7日に開園した。設立当初のSCW社の本社は、多摩市鶴牧の「新都市センタービル」6階、7階にあったがサンリオピューロランドの竣工（1990年9月）に伴い、オフィス機能の一部を分割し多摩市落合1-15-2の6階と7階に移転し同時にリハーサルルームを併設。その後、本店登記を含めた本社をサンリオピューロランド内に移転統合した。同園は社運をかけた新事業で、特に世界初の4Dシアターである「夢のタイムマシン」は最大の呼び物とされ、事業の前評判も高かった。当初の基本テーマは「科学とメルヘン」であった。サンリオ社長の辻信太郎は、ピューロランドの用地は下述の通り、当初サンリオの倉庫を建設する目的で購入したとしている（2006年度 株主総会の談話より）。初期投資額は約720億円で、1980年代のサンリオによる株式投資の利益を充当したことに加え、280億円のユーロドルワラント債などの投資型債権や300億円の転換社債などを発行して資金を調達した。また、ピューロランドの土地と建物はサンリオが所有し、サンリオ・コミュニケーション・ワールドがそれを借り受けて運営を行う手法を執っている。1999年8月に、サンリオ・コミュニケーション・ワールドの社名を株式会社サンリオピューロランド（Sanrio Puroland Co.,Ltd.）へ変更。2009年7月1日より、同じサンリオグループのテーマパーク運営会社である株式会社ハーモニーランドと経営を統合し、新設会社の株式会社サンリオエンターテイメントが運営している。なお、1994年 - 1999年までの約5年間はサンリオが本社直轄でピューロランドを運営していた。
一時期、横浜や東京都内都心部への移転計画も持ち上がったが用地確保の問題で立ち消えとなった。社長の辻は折に触れピューロランドを訪れ、来園客と接したりショーに出演したりしているが、家族連れのうち父親が退屈しているのを見て、踊り子の衣装をセクシーなものに替えさせたなどの逸話がある。

## 沿革

### 開園までの経緯

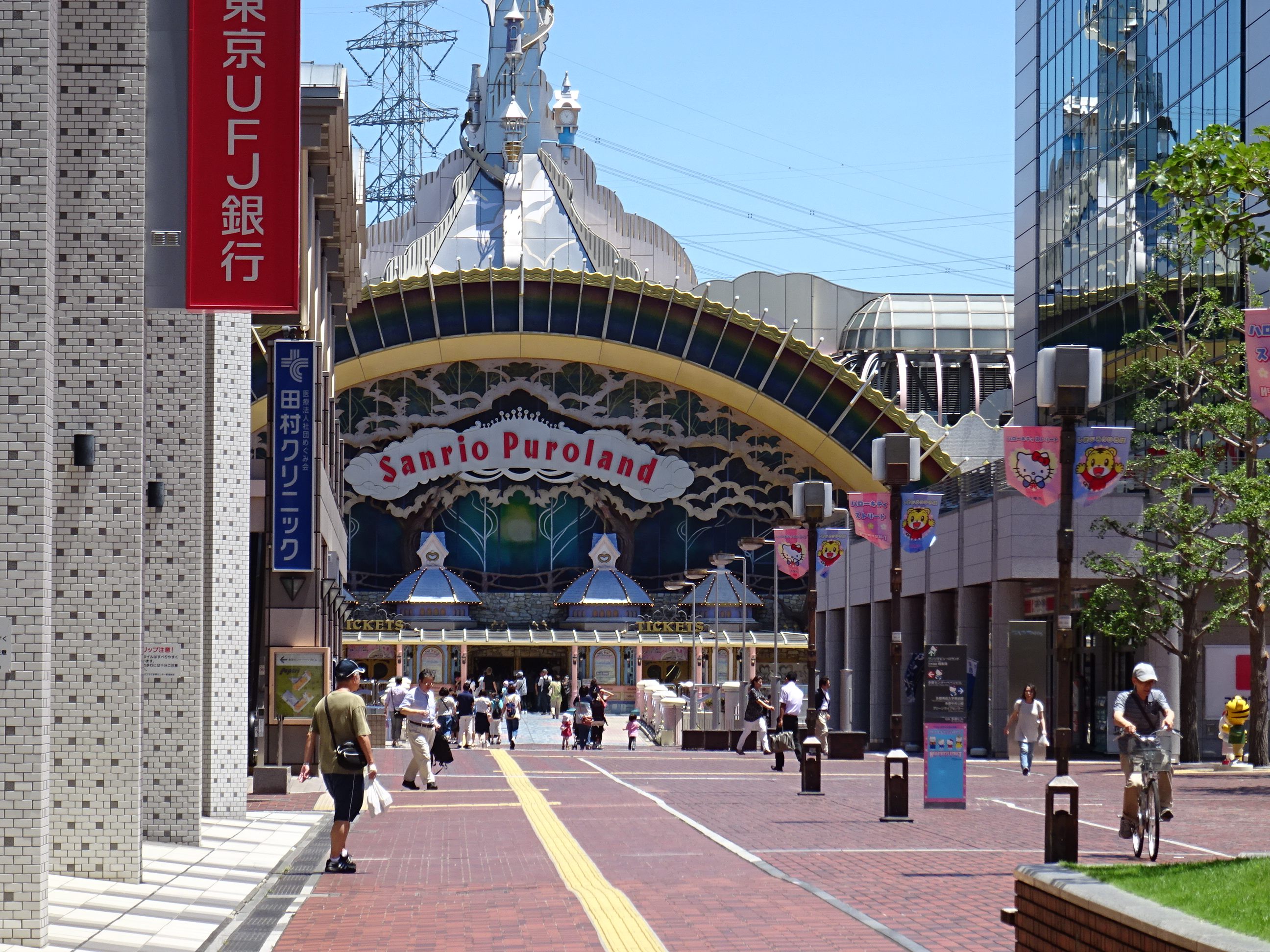
まっすぐに伸びるハローキティストリートの先にあるサンリオピューロランド

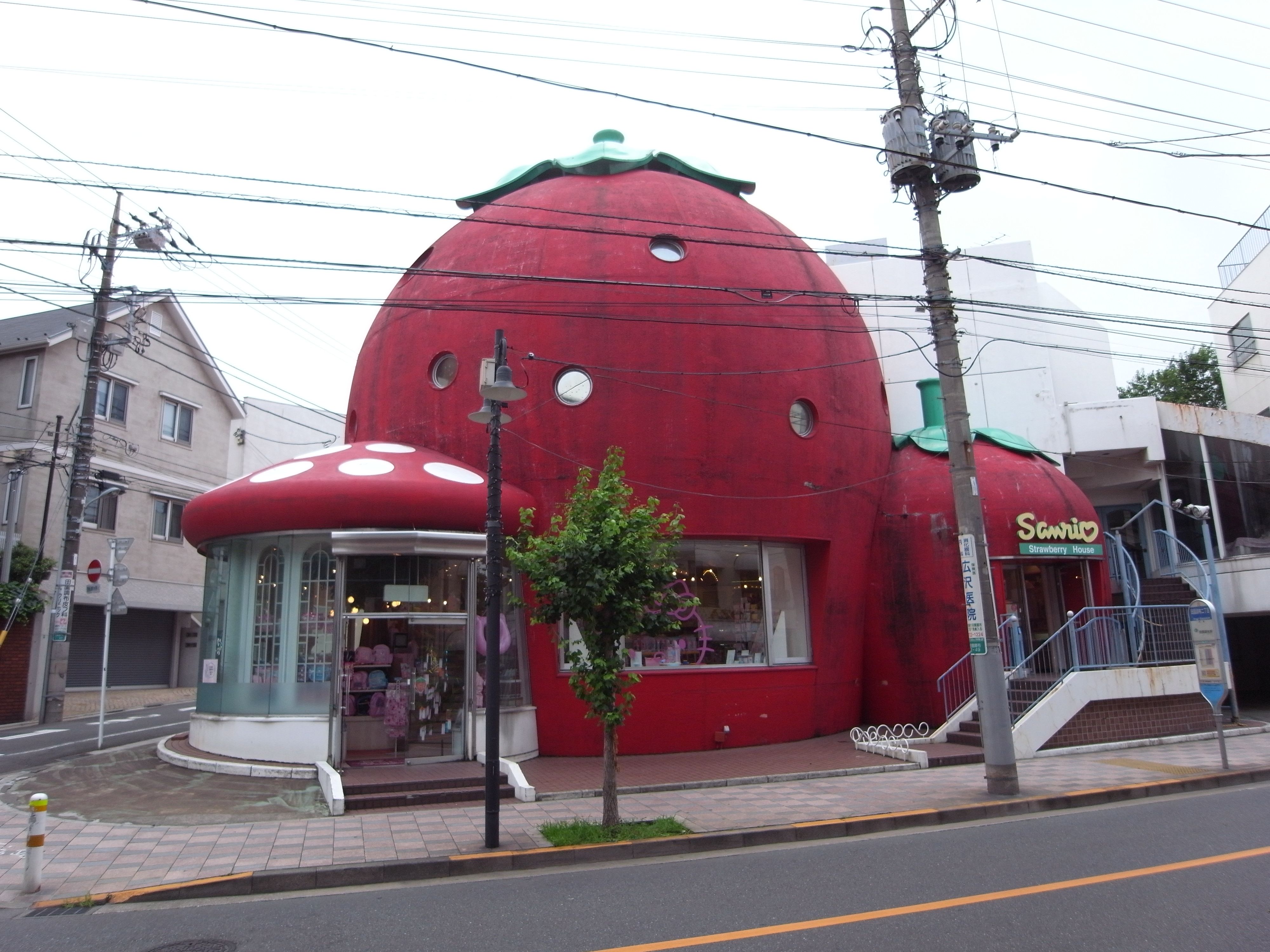
田園調布の「いちごのお家」（現在は閉店）

社長の辻が昭和30年代の初めにウォルト・ディズニーの映画『ファンタジア』を観て感銘を受けたのがテーマパーク構想の起源である。
1985年、新規事業の検討のため社長室にサンリオ・サイエンス・カルチャー・コミュニケーション・センター（SSCCC）というプロジェクトを立ち上げ、住宅・都市整備公団より2万1000平方メートルの敷地を現在地である多摩ニュータウンに取得した。サンリオピューロランドの出発点は、株式会社サンリオの創業30周年事業の一環としての「都市型テーマパーク」建設が発端で、その多摩ニュータウンの敷地は当時の地価で約50億円で「サンリオディストリビューションセンター」（配送センター）と「社員寮」を目的に取得したものの転用である。
1987年頃、サンリオピューロランドのマスタープラン（基本計画）に至る過程で、既に当時の「船橋ららぽーと2」に存在したサンリオの屋内型ミニパーク「サンリオファンタージェン」（通称「船橋ファンタージェン」、1988年4月開園、1995年8月閉鎖。）の建設プランや運営ノウハウと、東京・銀座にサンリオ本社直轄で開設していたコンセプトショップ「サンリオ 銀座ギフトゲート」（通称「銀座サンリオギャラリー」、1987年12月開店、1996年1月末閉店。）の室内装飾ノウハウを取り入れた。また、田園調布の「いちごのお家」の室内装飾や運営ノウハウ、イベント運営ノウハウも参考にしたとされる。ピューロビレッジなど館内の装飾はピエロが初めて登場したとされている中世ヨーロッパ、ドイツの都市をモチーフとした。館名は当初その「ピエロ」の名称を使い、「サンリオ・ピエロ・ランド」と命名しようとした。声や文字を使わず、ジェスチャーとコスチュームでさまざまな表現をして周囲を楽しませる「ピエロ」こそコミュニケーションの原点であり、当館のコンセプトに相応しいと思ったからである。しかし「ピエロ」は既に食品や衣料などに商標登録されていたため、そこで純粋さの英語読みである「ピュア」と「ピエロ」を組み合わせて「ピューロ」とした造語を思いつき、それを館名とした。なお、『ピューロ』（puro）は1989年9月に商標登録されている。また、T.S.C.W（多摩サンリオコミュニケーションワールド）の当初コンセプトは「サンリオ文化施設の創造」、「ソーシャル・コミュニケーションビジネスの創生」、「愛をテーマとした場所と時の事業化」だった。
ピューロランドの開業時に制定されたロゴマークデザイン（知恵の木と西洋の城がモチーフ）とテーマパークの基本構想、ショー構成と制作の一部は米国「ランドマーク・エンターテイメント・グループ」社が担当した。同社は米国内のテーマパーク各社のOBが設立した企業で、サンリオとランドマーク社とのライセンス契約は1995年頃に切れ、同ライセンス契約は更新されなかった為、以降はサンリオが独自に制定した「サンリオピューロランド」のロゴデザインとマーク（キティのカオとサンリオのロゴマークに準じたデザイン）を暫定移行期間を経て1998年1月頃から使用し現在に至る。また、東宝は社内に「東宝T.S.C.W建設・運営推進本部」を設置して施設の建設の他、その運営に全面協力した。
起工式は1988年11月16日に行なわれた。建設着工から正式開園後の1994年頃まではサンリオの関連会社「サンリオ・コミュニケーション・ワールド」（SCW）が株式会社サンリオとは独立をした形の別会社で運営と経営を行っていた。SCWの設立時の当園のの仮称は「多摩サンリオコミュニケーションワールド（T.S.C.W）」であり、その後の正式開園までの仮称は「サンリオハートパーク」だった。現在の「サンリオピューロランド」の名称は1989年7月7日に決定した。
館内の音響システム（メルヘンシアター、フェアリーランドシアター、レインボーホールの一部、各アトラクションとピューロビレッジ等）の設計・施工はサンリオと縁が深かった日本ビクター（現・JVCケンウッド）が行った。また、館内の映像システムは日本ビクターの70インチプロジェクション・モジュールを78台使用したビデオウォールシステムを導入、ディスカバリーシアターには39面ディスプレイのビデオウォールシステムを導入した。
「メルヘンシアター」の音響・照明・舞台設備は1989年時点で最新の物が設置され、コンピューター制御式自動照明バトン装置、デジタルオーディオPA装置（DAT使用）、油圧式舞台回転装置、多段型バトン設備、ピンスポット設備、無線インカム設備などがあり、映画の上映も想定した為、大型スクリーンも備えている。大型スクリーンは過去、夏季に「サンリオ映画上映会」「親子映画鑑賞会」などで実際に使われた。サンリオピューロランドの開園1年前の1989年12月24日と25日、パルテノン多摩・大ホールで「サンリオクリスマスファンタジー」と題する大型イベントが二日間だけ開催された。その内容は、第1部が「サンリオクリスマスショー」で第2部が「ピューロの村のクリスマス」というキャラクターレビューショーだった。特に、第2部では1年後に正式開園するサンリオピューロランドの主なアトラクションの紹介や演目紹介をミュージカル形式のレビューで綴ったショーが行われ、そのレビュー形式のショー構成が後のサンリオピューロランド（メルヘンシアターの演目等）で活かされる事になった。また、それらのショーに出演をしたピューロフレンズ（第一期）たちが初期のサンリオピューロランドのエンターテイメントを支えた人々だった。また、同イベントでは開演前に「丘の上プラザ」（現・イトーヨーカドー多摩センター店）周辺でハローキティやキキとララ、マイメロディ等のキャラクターが初めて登場し屋外グリーティングが行われた。社長の辻が開園間近のピューロランドについての報告を傍系会社のサンリオ・コミュニケーションワールド（SCW）の当時責任者だった西口由一（サンリオ常務、後のSPL初代館長）から受けた際に、施設はピューロキャラクターが主役となっていて、サンリオキャラクターが脇役のような存在であることが判明し、慌ててサンリオキャラクターを運営の重要なポジションに就かせた。しかし時すでに遅くピューロキャラクター中心に出来上がっている施設に後から大幅な変更を加えることはもはや不可能であった。また、開園前に建物外観の色彩や夜のライトアップの明るさで、周辺住民から市役所に苦情が寄せられた。

### 開園後
1990年12月7日「愛と夢とで、できた国。」をキャッチコピーにピューロランドは開園した。開園日の新聞には「本日オープン」の全面広告が展開され、フジテレビとテレビ朝日の夕方のニュース枠で生中継も行われた。特に、テレビ朝日「600ステーション」の生中継では、着工からパーク完成、そして、オープン当日の館内の模様も交えて特集された。
サンリオピューロランドが建設・設置された「多摩市落合」地区は、ベッドタウンとしての「多摩センター」地区内に位置する為、開業（営業）許可は「学習施設」でないと認められなかった。その為、24時間営業が不可能であったり毎年年末に行われる「カウントダウンイベント」では翌朝までの連続営業ができない制約が現在でもある。従って、24時間連続の営業は認められない為、2014年などに行ったオールナイト営業では翌朝4時に一旦クローズしてから再度パークオープンをさせる手法を執った。
開園当初から1992年初頭までは、仕事帰りの社会人層を狙って閉園時間を23時に設定していたが（朝10時から夜23時の営業）、多摩センター駅発の終電に乗り遅れた来園者から苦情が寄せられたことから閉園時間を1時間繰り上げ、後に閉園時間を平日18時、休日20時に短縮した。
開園当初は今日の藤子・F・不二雄ミュージアムや三鷹の森ジブリ美術館と同様に完全前売り予約定員制だったが、後に予約に空きがある場合に限り当日券の販売も開始した。予約定員制を採用した理由は館内スペースが限られ、それに伴う混雑の回避（先に開業していた東京ディズニーランドでは混雑時に入場制限をする光景が見られた）や、レストランにおいての食材調達の都合に加え、人員を効率良く配置するためだった。
1991年6月24日、入場者数100万人を突破した。同年の来場者数は194万8000人を記録したが、2017年度まで初年度の実績を超えることが出来ずに低迷期に突入した。
1995年の「サンリオピューロランド 開園5周年」に合わせて、館内の大規模メンテナンスや3階に位置するレインボーホールの天蓋（強化ガラス製の天井）の本格的なクリーニングや1階に位置するピューロビレッジの路面改修、音響設備の増強、照明設備の増強、演技用ハーネス装着バトンの設置などが行われた。
1997年以降、パレードの演目改訂や新演目の実施に伴ってピューロビレッジ付近の音響システムの改修工事が施された。

### 低迷期
ピューロランドは1990年の開園直後こそ好調な滑り出しで、年内分のチケットを売り切るなど盛況であったが、程なくして訪れたバブル崩壊に端を発する平成不況による消費の低迷や資産デフレのダブルパンチに見舞われ、乗り物（ライド）の少なさや都心から遠いといった立地の不便さなどの複合要因もあって開園から1年後の入場者は183万人であったが、予想を42万人下回り15億円の経常赤字で、翌年以降も入場者は152万人前後と10億円以上の経常赤字を計上し続けるなど、長年赤字を出し続けた。渋谷駅から15分で到達できる立地の良さと、客の大半が若者層で夜間のプレイスポットとして活況を呈する二子玉川にあるナムコワンダーエッグ（1992年2月開園）とは対照的であった。ピューロランドも開園当初は若者層をメインターゲットとし、東京ディズニーランドにはなかった酒類の提供や、23時までの夜間営業を行うなどをしたが、サンリオのキャラクターがキティちゃんをはじめ女の子向けのイメージが強いという特徴が災いし、その思惑とは裏腹に来園者は高校生くらいまでの女子、または女の子を持つ家族連れが圧倒的に多く、男性にとって行き難いイメージを醸成してしまった。また夜間である17時以降は全く居ないと言っていいほどに客が少なく（営業時間全体の3-5％）、来園者全体に対し若者層は3割程度にとどまるなど幅広い客層を取り込めなかった。当時入園料が無料の3歳以下の子供の割合が来園者全体の3割強にも達し、このことが売り上げの低迷に更なる拍車をかけた。この現象は姉妹テーマパークのハーモニーランドでも顕著に現れ、子供の行く場所という評価がついてしまった。キャラクターの知名度の高さは集客においての強力な武器になるが、それが仇となり皮肉にも客層を限定してしまった。さらに完全予約制の言葉が独り歩きし、気軽に行きにくいイメージを作ってしまったことも集客にマイナスに働いた。この状況に鑑みて運営は平日の夜間営業をコストの削減のために1991年10月より取りやめて早々に路線転換を余儀なくされ、メインターゲットを子供やそのファミリー層に据え、その客層向けとして、アトラクションなどにサンリオキャラクターを導入したものに徐々に変えることになった。また、屋内施設は季節や天候に左右されないのは最大の利点で、ほかにも防音対策を講じ易いなどさまざまな利点があるが、それゆえに光熱費やメンテナンス費が割高になるほか、施設にはキャパシティがあってそれには当然上限があり、定員6200人を超えて入場させることが出来ないため、多くの来客が見込める休日や夏休みなどの繁忙期はたびたび入場制限が掛かり、稼ぎ時に思うように来客数を稼げず、平日などの閑散期に集客を過度に要求される仕組みになってしまった。したがって平日でいかにして来客数を稼ぐかが課題となり、平日の団体客を獲得すべく修学旅行等の誘致のために学校向けにピューロランドを紹介するパンフレットを配布するほか、学校など教育機関向け特別プログラムとしてアトラクションスペースにて「超伝導の不思議」と称した山梨県立リニア見学センターで見られるようなレイアウト付きの超伝導コースターを用いた超伝導の実験（提供 : 神戸製鋼所、ジャパンマグネットテクノロジー、所要時間30分。） をピューロランド独特の物語形式で分かりやすく楽しくレクチャーしたり、「電話の不思議」と称した指名された一組が壇上に上がって糸電話の実験を行い、その音声をオシロスコープを通してステージのスクリーンに表示して音は波であることを解説するほか、1993年9月18日より情報化社会の基礎である電話についての歴史および未来やその動作原理や仕組みなどの紹介、ピューロビレッジのような内装を持つコンセプトショップである「銀座サンリオギャラリー」を相手局にテレビ電話やファクシミリの通信の実験（所要時間30分）などといった教育色のあるイベントや、ピューロランドの中枢である電気、用水、防災などを管理するコンピュータシステムやショーに欠かせないさまざまな衣装を納めた衣装部屋などといった、普段見ることのできないピューロランドの舞台裏を紹介する「バックヤードツアー」（所要時間20分）なども行っていた。これらの教育プログラムは「超伝導の不思議」のみフェアリーランドシアター付近にあるイベントコーナーにて一般ゲストが観ることが出来た。また、懸案だった新たな客層の開拓についてはサンリオと縁が深かった東宝に打診し、男児向けとしてサンリオキャラクターとは属性が全く異なる「ゴジラ」などを導入して客足低迷からの巻き返しを狙い、実際に客層拡大の効果が表れた。また、年間160万人の入園者数でも採算が取れる体制にすべく、組織の見直しや人員配置の効率化によるスタッフの大幅な削減、アトラクションや保守の外部委託の廃止や、夜間営業時間の短縮もしくは廃止などの経営合理化策を1992年度までに実施した。1993年10月よりテレビ東京系列局でピューロランドを舞台とした「大好き!ハローキティ」などの子供向け番組を放送し、その番組内で「サンリオピューロランドニュース」と称した当園の情報発信のコーナーを設け、来場者の増加や新たな客層の掘り起こしをねらった。
1990年代にはこのように慢性的な赤字状況からなかなか脱却できず、株主からサンリオのお荷物と指摘を受けたほか、銀行から施設の売却を持ち掛けられたり、調査会社からショッピングセンターへの転換を提言する声も上がるなど存続の危機に直面した時期もあった。しかし社長の辻はこれらの声に対し、来たるべきライブエンターテイメント（ショービジネス）の時代への投資の旨の説得を続け、目先の利益に捉われるのではなく、将来の可能性に全てを賭けて施設の運営に努めた。

### 再生期
2014年にはピューロランドの顧問に後の館長である小巻亜矢を新たに迎え、バックヤード（職場環境）も含めて様々な改革を断行した。その運営努力は近年の入場者数の増加となって漸く実を結び始め、2009年の入場者数108万5000人を底に、2010年は113万7000人、2012年は115万4000人、13年度に113万9000人と入場者数はアジアでのハローキティなどの認知度向上に伴う外国人観光客の増加も相まって右肩傾向で、2014年3月（2013年度）には開園以来初の営業黒字を達成している。なお、最終黒字については親会社の後ろ盾を受けながらではあるが、1996年前期に初めて達成された。
その後も入場者数は伸び続け、2014年度は前年度比106.0％の126万人で、全国のテーマパークの入場者数ランキングの上位5位以内に入り、開園25周年の2015年度は入場者数はさらなる伸びを見せ、前年度比125.4％の158万人を記録し、入場者数ランキングの順位を1つ上げた。2016年度は前年度比114％で開園初年度に迫る180万人を記録した。
なお、2011年3月11日の東日本大震災の際は2週間程の長期休業を余儀なくされたが、他のレジャー施設が運営面で軒並み打撃を受ける中特に目立った被害は報じられておらず、営業時間の変更や、外観照明の消灯などの節電対策などを講じつつ3月25日から運営を再開した。この年の入場者数は113万3000人で、震災による逆風はあったものの前年比4000人減とその実害は軽微で済んだ。中央監視システムや付随する各種設備が老朽化したため、その改修が行なわれ、館内環境の管理や省エネルギーに努めるため、エネルギー使用量を予測・把握するビルエネルギー管理システム（BEMS）を2003年に導入している。また、開園以来初の施設の大幅なリニューアルを行ない、「世界でいちばん、サンリオな場所。」をキャッチコピーに盛り込み「ハローキティ」「マイメロディ」「リトルツインスターズ」をテーマにした4つのアトラクションと1つのレストランで構成された「サンリオタウン」を2013年7月20日にオープンさせた。
近年はオバケンとのタイアップ・コラボやオールナイトのハロウィーンパーティといったイベントのほか、「ゴーストピエロのホラーハウス」と称したピューロランド開園以来初となる本格ホラーのアトラクションの導入を試みるなど若者層回帰へ向けた試みもみられる。
2016年11月1日にNPO法人地域活性化センターが運営する「恋人の聖地」の一つに認定され、その記念セレモニーが挙行されている。
2017年8月26日国内外のアニメファンの投票をもとに、一般社団法人アニメツーリズム協会による「訪れてみたい日本のアニメ聖地88（2018年版）」の一つにサンリオピューロランドの施設が選定されている。同年度に過去の1991年度の入場者数を超え、2018年度は219万人だった。
2019年、新型コロナウイルス感染症（COVID-19）の世界的な流行により、来場者及び従業員の安全を考慮するため、2020年2月22日から臨時休館を実施。当初は3月12日までの予定だったが、その後休館期間が延長され、6月15日には、7月13日～19日に年間パスポート所持者のみを対象にプレオープン、7月20日にネット申し込み当選者のみに入場を制限した上で運営を再開することが発表された。

### 2020年代
東京オリンピックが開催される予定だった2020年を目処に工費50億円を投じ、館内のアトラクションなどの設備やショーの刷新を図る予定である。
新型コロナウイルスの感染防止対策や休日・長期休暇などに集中する来場者を分散させる目的で2022年4月8日からチケットの変動価格制を導入することを同年1月25日に発表した。
2022年、日本初の、テーマパークが運営するアイドルグループ「ピューロボーイズ」「ピューロガールズ」を立ち上げたが、1年で消滅した。

## ライブショー、アトラクション

### ライブショー
館内1階の「ピューロビレッジ」、または1階中央の「知恵の木ステージ」で上演されるショー。サンリオのテーマパークへの誘客効果を狙って地方都市の劇場や百貨店、ショッピングセンターなどでの出張公演も行っている。
ショー・パレードに出演するライブエンターテイナー（ダンサー・MC）・アクロバット・エアリアル出演者は「Puro D★E」と呼ばれ、卒業生には内田莉紗、町真理子、マリカ、小泉真也などがいる。サンリオピューロランド公式サイトでは、Puro D★E全員のプロフィールが公開されている。

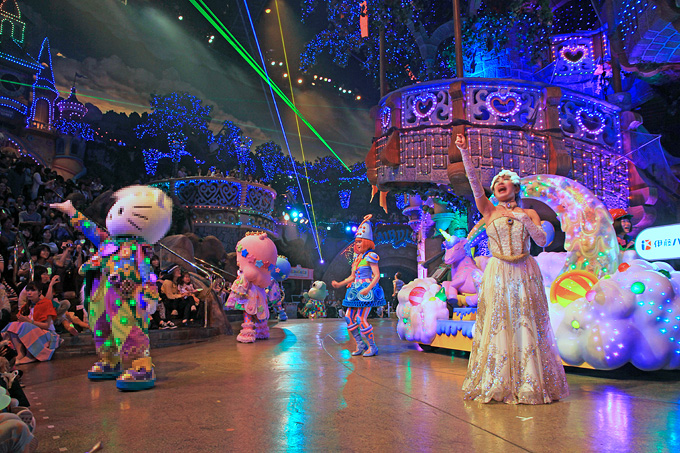
Miracle Gift Parade

- 『Miracle Gift Parade』（2015年12月5日[100][101] - ）
サンリオピューロランドの25周年を記念してピューロビレッジで上演される奇跡（ミラクル）をテーマにしたパレードショー[100]。ゲストはパレードの音楽やシーンに同期して色が変化する参加グッズ「ミラクルハートライト」（ペンライトの一種）を持参することで、パレードにおけるイルミネーション演出の一部になり、パレードとの一体感が楽しめるという、ピューロランドとして初の「体験型イルミネーション」を実施している[101]。このパレードショーの開演によりリピーターが増加する契機にもなった[95]。平日営業日は1回、休日営業日は2回上演される。2020年2月21日から2023年6月16日まで公演を休止する。2023年5月10日、2023年6月17日より公演を再開することが発表された[102]。
- 『ミュークルドリーミーマーチ〜集まれ☆ドリーミーメイト〜』（2020年年10月16日 - ）
知恵の木ステージで上演される、不思議なちからをもっているこねこのぬいぐるみ、ミュークルドリーミーのみゅーが登場する参加型ライブショー。テレビ東京系列で放送されていたのアニメ「ミュークルドリーミー」同様、不思議なちからで夢の中に入って大活躍するみゅー・ぺこ・すーが登場する。ハローキティに招待され訪れたピューロランドで、みんなの夢がかなうように応援する、心あたたまるストーリーが楽しめる。上演が開始されてから2022年6月の上演中止時まではエンターテイメントホールにて上演していたが、同年9月2日より知恵の木ステージに場所を移して上演が再開された[103]。
- 『ハッピーセレブレーションパーティ～どきわくきゅん♡でハッピー☆デー～』（2023年9月30日 - ）
知恵の木ステージで上演されるバースデーショー。 その月の誕生日・記念日の方を、キャラクターとハッピーペインターはぴるんが歌とダンスとハイタッチ会で祝ってくれる。登場キャラクターは、その月が誕生月のキャラクターとお祝いキャラクター（2キャラクター）で、月替わりとなる。

ハローキティ イルミネーション SPARKLE!!

- 『ハローキティ イルミネーション SPARKLE!!』（2017年7月15日[104] - ）
ピューロビレッジで上演されるハローキティによるイルミネーション主体のライブショー[104]。クリスマスなど時期によってはタイトルを変えた特別なバーションが上演される[105]。発光ダイオード50万球のイルミネーションショーは屋内型施設としては国内最大規模となる[106][107]。イルミネーションなどの装飾資金はピューロランドでは初のクラウドファンディングが実施され、目標金額である200万円（支援総額240万円）を調達した[108][109]。所要時間約10分。平日営業日は1回、休日営業日は2回上演される。2020年2月21日を最後に、上演を休止している。

### アトラクション

#### ショー型アトラクション
劇場形式のアトラクション。「メルヘンシアター」「ディスカバリーシアター」「フェアリーランドシアター」の3箇所で、それぞれ異なった演目が上演される。なお、アトラクションの定員（座席数）は平常時のもので、状況に応じ制限される場合がある。

KAWAII KABUKI - ハローキティ一座の桃太郎 -

- 『KAWAII KABUKI 〜ハローキティ一座の桃太郎〜』（2018年3月10日 - ）
メルヘンシアター（提供：SMBCファイナンスサービス[111][112]）で上演される、ピューロランド初となる松竹が全面監修した桃太郎を題材に歌舞伎を取り入れたコラボレーションミュージカル[113][114]。メルヘンシアター初となるプロジェクションマッピングの演出装置が追加導入された[注釈 15]。オスの三毛猫がモチーフで松竹とのコラボレーションキャラクター「かぶきにゃんたろう」[115]も映像出演する。当演目は写真撮影や動画撮影、録音行為が禁止されている。定員315名[116]。上演時間約40分。2020年2月21日を最後に、上演を休止していたが、同年9月11日より感染症対策[注釈 16]を講じた上で上演を再開している[117]。

- 『ぐでたま・ザ・ムービーショー』（2016年6月25日 - ）
ディスカバリーシアター（提供：富士通[111]）で上演されるピューロランド初のゲスト参加型映像アトラクション[118][119]。ぐでたま監督（ぐでたま）に指名されたゲストは渾名を付けられてぐでたまからの質問に答えたり、壇上に上がってぐでたまと一緒に映画製作の手助けをする。ぐでたま監督は映像のみに登場する。脚本・演出は細川徹、脚本・声の出演はラバーガール、音楽は中西ゆういちろうが担当した[120]。定員238名。上演時間約20分。

- 『びょんわぁ～beyond words～』（2024年12月13日 - ）
フェアリーランドシアター（提供：SMBCファイナンスサービス）[111]
マイメロディとクロミが繰り広げる初のノンバーバルタイプのショーで、セリフを一切使わず、音と光、プロジェクションマッピングで表現する[121]。

#### ライド型アトラクション

サンリオキャラクターボートライド

- サンリオキャラクターボートライド シナモンとキティパーティに行こう！（2007年2月 - ）
ピューロビレッジの2階を一周するように設置されたコース（水路）をボートに乗って巡るライド型アトラクション。1周約300 m[122]。1999年11月にピューロアドベンチャーをリニューアルする形で「サンリオキャラクターボートライド」として開業。2007年2月[123]、さらに一部をリニューアルをし、現在に至る。コースに沿ってサンリオの人気キャラクターのキャラクター像が200体以上設置されている[122]。キャラクター像の製作やゾーンデザインはココロが担当した[124]。コース終盤に記念撮影としてライドフォトシステムが設置され、乗船後ボートライドフォトコーナーで写真を購入できる。提供は富国生命保険[111]。2019年9月2日からシステムメンテナンスおよび設備更新のため運営を休止していた[125]が、2020年10月24日よりリニューアルオープンした。なお、ハーモニーランドにも同名同様のアトラクションが存在している[126]。

マイメロードドライブ

- 〜マイメロディ&クロミ〜マイメロードドライブ（2013年7月20日 - ）
「エコ・マイメロカー」というクロミが考案したレンタカーに乗ってマイメロディ達が暮らす「マリーランド」を一周巡るドライブツアーのライドアトラクション[127][128]。コースに複数の記念撮影ポイントが設けられ、乗車後マイメロディショップで任意のカットを選択した写真を購入できる。提供は技術面では富士フイルムイメージングシステムズ[129]、トータル面では三菱UFJニコス[111]。

#### 回遊型アトラクション

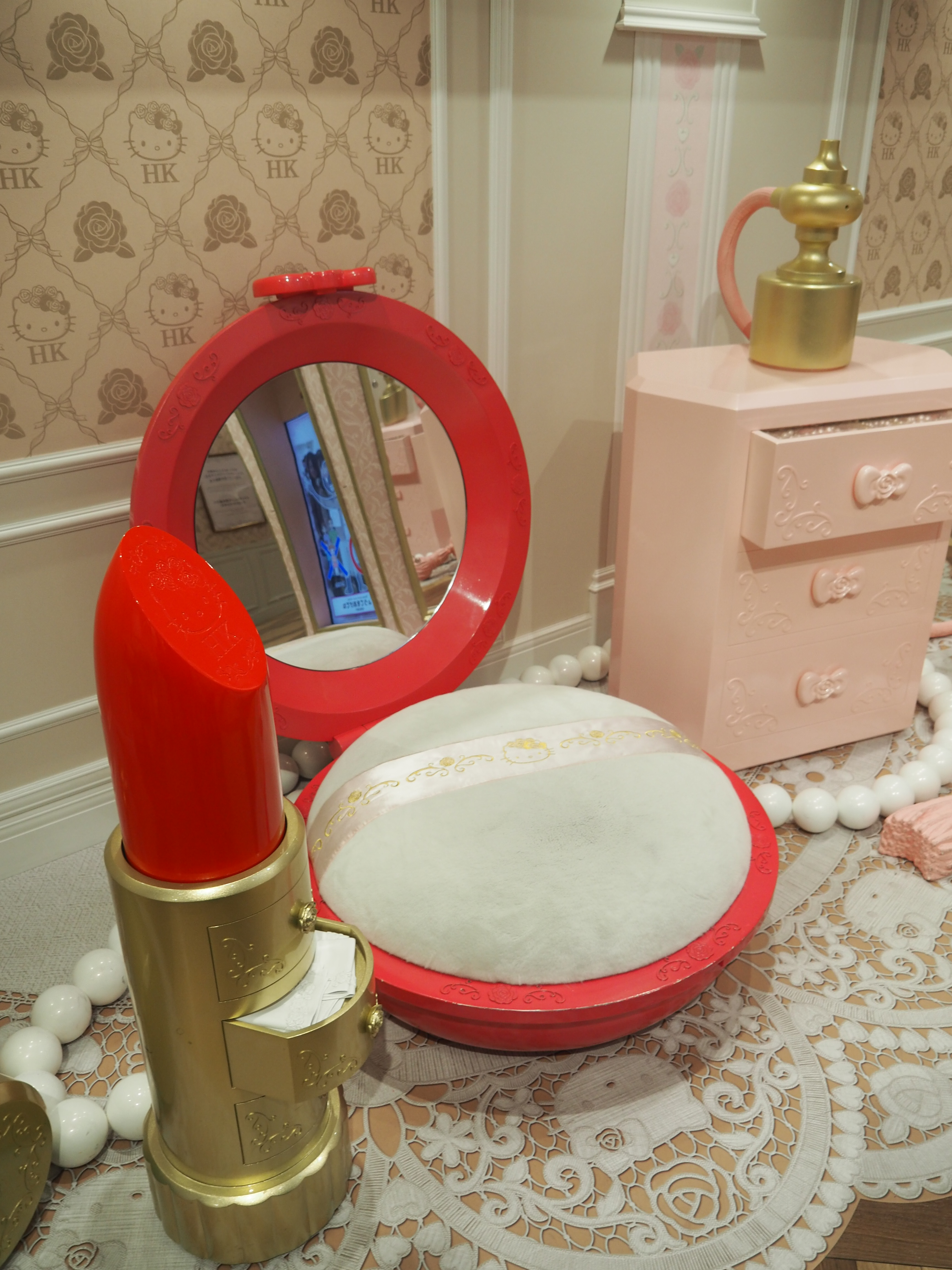
レディキティハウスの内装のひとつ

- レディキティハウス（2013年7月20日[130] - ）
サンリオタウン内（2階）。当アトラクションオリジナルデザインである「レディキティ」の家の中を堪能するアトラクション[128][131]。アトラクション内はレディキティに因んだ部屋や様々な調度品が設置されている。アトラクションの終盤ではレディキティとの記念撮影があり、レディキティハウスショップ内のフォトカウンターで写真を購入できる[130]。内装デザインはアートディレクターの吉田ユニも関わった。提供は大昭和紙工産業、ポッカサッポロフード&ビバレッジ[111]。このアトラクションの設置により20代女性の客層が増加する契機にもなった[95]。
- Kiki＆Lala トゥインクリングスタジオ （2023年4月14日[132] - ）
サンリオタウン内（2階）。前身アトラクション「キキ&ララ〜トゥインクリングツアー」からのリニューアル版。前回と同じくキキララのふるさとであるゆめ星雲の世界観を再現したアトラクション[132]。リニューアルでは、「眠り」と「癒し」をテーマに、光と音による演出を導入した他、ぬい撮りスポットと月の舟が新設された。アトラクション内はさまざまな写真スポットが設けられている。前身アトラクションでも存在した月の形をしたゴンドラと、雲製造機とキキとララのお家は引き続き登場する。
- ふわふわキッズランド（2016年9月1日 - ）
エンターテイメントホール内。子供向けのキャラクターの装飾がされた様々なエア遊具で遊ぶことができる[133]。
- BUDDYEDDY WONDERFUL CLUB（2023年10月2日 - ）
サンリオタウン内（2階）。ピューロランド初の英語で遊ぶインタラクティブアトラクション。「Sanrio English Master」のキャラクターであるBUDDYEDDY（ピタ・エディ）・ポムポムプリン・シナモン・クロミが映像出演し、未就学児から大人までの幅広い方々が「遊びながら英語を学ぶ」体験を楽しめる。英語監修を玉川大学大学院名誉教授の佐藤久美子が、ストーリー監修を株式会社探求学舎代表取締役社長の宝槻泰伸が務める。

#### グリーティング施設
- キャラグリレジデンス（2022年7月15日[134] - ）
サンリオタウン内（1階）。ぐでたまらんど跡地に新設。サンリオキャラクターが暮らす高級マンションをモチーフに、テーマごとにデザインされた５つの部屋でそれぞれのキャラクターとグリーティングが出来る。また、ピューロランド初となるデジタル整理券システムを導入している[134]。

#### ミニアトラクション

ディスカバリーシアター入口にあるディスカバリープラザ。

ブレッドファクトリー

すべてピューロビレッジに所在する。これらミニアトラクション群は回遊型アトラクションの一種で「ハローキティの幸せの鐘」を除き、開園当初から今日までミニアトラクションの入り口の看板にワンポイントとしてキティの絵もしくはオブジェがある以外はサンリオキャラクターの要素がない状態が続いている。コンピュータ制御されたアトラクションは菓子や乳製品などの製造過程をメルヘン風に表現したものになっていて、アトラクションの雰囲気に合わせた特殊香料による演出がされている。建設時の仮称は「ノームの館」であった。開園当初は各アトラクションにそれをイメージした専用のコスチュームを身を纏ったコンパニオンが付き、アトラクションの解説を行なっていた。
- ディスカバリープラザ[136] - 提供会社はなし。
ディスカバリーシアター入り口付近にある。レトロなデザインの手回し発電や電気に関するさまざまなギミックが設置されている。元々は隣接していた電気のミニプラントの付随設備であった。
- チョコレートファクトリー[137]（提供：森永製菓）
レトロなおもちゃのキャラクターたちが卵型のチョコレートを作っていく。1920年代の遊園地を模した演出にビクトリア風の音楽に合わせて象の「マティース」やびっくり箱の「ジャック」、オルガンを弾く「トニー」や出来たチョコレートに絵を描くルネッサンスうさぎの「ピエール」が歌うなどのショーが観られた[138]。
- ブレッドファクトリー[139]（提供：山崎製パン[140]）
2匹のキリギリスが演奏するフィドルやギターと英国のワークソングを歌うねずみたちがパンを作るパン工場[141]。アメリカ地ねずみでどこかとぼけたカオをした「ルーサーフォード」がトレッドミル[142]（回し車）を踏んでその力で石臼を回転させて粉をひき、近眼もぐらの「ジェームス」が出来た粉をふるいに掛け、2匹のねずみが粉にパン酵母と水を加えて、恥ずかしがり屋ハリネズミの「レジー」がそれを捏ねてパン生地を作り、最後に「マーガレット」が出来たパン生地をパンの形に整形して、コオロギが走る力で動くオーブンへと続くコンベアに置き、パンを焼いていく[142][143]。小麦貯槽容器の中で居眠りする「トーマス」や、上方でレジュメを持ち眼鏡をかけた[注釈 17]知的なカオした検査官のねずみもいる。
- ジュースファクトリー[144]（提供：キリンビバレッジ[140]）
ツタが茂る温室の中に「プロフェッサー・フィアネス・ハッフェンステーター」が発明したとされるジュースマシーンがある[135]。居眠り癖がある熊の「ウィルバー」や働き者のリスの「チェスター」のジュース作りのショーが見られた。
- アイスクリームファクトリー[145]（提供：昭和物産）
深い雪に閉ざされた山小屋のような秘密のアイスクリーム工場。オペラを歌う牛乳担当の雌牛の「ヴィッキー」、おしゃべりでゴシップが好きな卵担当の雌鶏の「ヘニー」と「ペニー」、アイスクリームマシーンを操作する工場の監督の雄山羊の「トミー」によるアイスクリーム作りのショーが見られる[146]。
- ハローキティの幸せの鐘[147]
知恵の木の2階にある。恋人の聖地の銘板が設置されている。開園当初はピューロキャラクターの「キングハッピーの家」で、キングハッピーの王座や鏡の間であるトレジャリールームがあった[148]。

## 施設

### ショップ
- エントランスショップ
3階に位置するピューロランドで最も大きいショップ。ピューロランドオリジナルグッズも取り揃えている。開園当初は「ザ・スーベニールフェスティバルプラザ」と称していた[149]。その店内は城やサーカスのテントなどがありトントンブリッジ（動く仕掛け橋）が架けられていた。また、キャッシャー（レジカウンター）は「レジスタートレイン」と称するオリエント急行の車両を思わせる筐体の中に設けられていて[注釈 18]買物のエンターテインメント性を演じていた。
- レディキティハウスショップ
サンリオタウン2階の一角に設けられたキティグッズ中心のショップ。「レディキティハウス」オリジナルグッズも取り揃えている。
- マイメロディショップ
4階のレインボーホールのエントランスの真上に位置するvivitix（2013年11月5日に閉店したショップで[150]、元ストロベリーラウンジ）を改修した。マイメロディグッズが中心のショップ。ピューロランド限定デザインのマイメロディグッズも取り揃えている。マイメロディグッズで全体がまとめられた部屋も併設されていたが、2020年にフォトスポット「マイメロディガーデン」としてリニューアルされた[151]。
- ぐでたまショップ
3階のレインボーホール脇に設けられたぐでたまグッズ中心のショップ。
- ビレッジショップ（提供：第一興商[111]）[152]
ピューロビレッジ1階に位置する文房具、ぬいぐるみ等子供向けグッズを中心に取り扱うショップ。
- 免税カウンター
レインボーホール4階に位置する免税カウンターでお菓子、ぬいぐるみ、カメラ等が販売されている。2023年11月27日をもって免税カウンターおよび免税サービスを終了する予定[153]。
- ボートライドフォトコーナー
ピューロビレッジ2階に位置する。サンリオキャラクターボートライド乗船中の記念写真、カチューシャ等を取り扱うショップ[154]。

### レストラン
- 館のレストラン
レインボーホール4階にあるビュッフェスタイルのレストラン[155]。「キャラクターに会えるレストラン」がテーマ[155]。ハローキティ、ディアダニエル、シナモロール、マイメロディ、ポムポムプリン、ウィッシュミーメルの6キャラクターがランダムで登場し、キャラクターと撮影等を楽しむことができる[155]。70分間の時間制[155]。受付には「待ち時間軽減受付システム」を導入[156]。受付で整理券を発行後、整理券に記載されているQRコードをスマートフォンで読み取ることで自分の順番がわかる[156]。順番が来るまで園内で自由に過ごすことができる[155]。2020年2月の臨時休館以降営業を休止。同年8月10日、ビュッフェ形式を休止し、1プレートのメニューを提供する形で営業再開[157]。同年7月にビュッフェ形式の提供を再開。2022年現在、座席でのグリーティングは休止されており、キャラクターはレストラン内ステージに登場する形式となっている。
- サンリオレインボーワールドレストラン（提供：コカ・コーライーストジャパン[111]）サンリオレインボーワールドレストラン

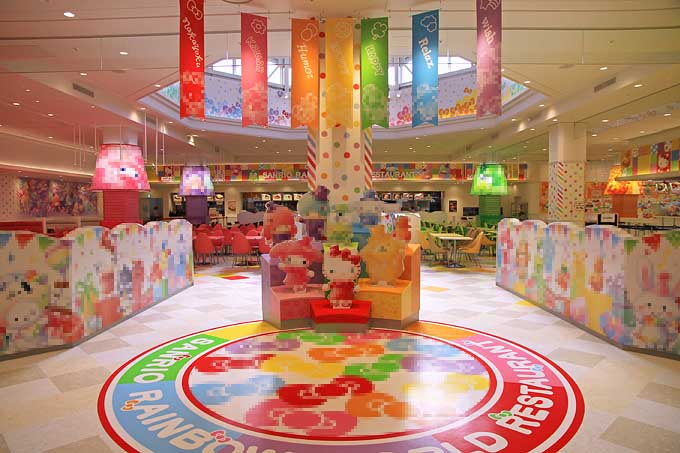
サンリオレインボーワールドレストラン

レインボーホール4階にある[158]「フードマシンレストラン」を改修して2016年12月23日にリニューアルオープンした虹をテーマにしたフードコート形式のレストラン[159][160][161]。レストラン内は虹に因んだカラフルな装飾が施され、色やメッセージと関連付けられたサンリオの7キャラクター（ハローキティ、マイメロディ、リトルツインスターズ、ポムポムプリン、けろけろけろっぴ、ぐでたま、シナモロール）が主に描かれているほか、レストランの入口にはそのオブジェが設置されている。メニューはキティやぐでたまなどのサンリオキャラクターをあしらったデザートあるほかはフードマシンレストラン時代に準じた客層を選ばないものになっている。また、レストランのオープンを記念して的場浩司が監修した期間限定メニューも販売されていた[159]。座席数約350席。
- キャラクターフードコート（提供：コカ・コーライーストジャパン）キャラクターフードコート

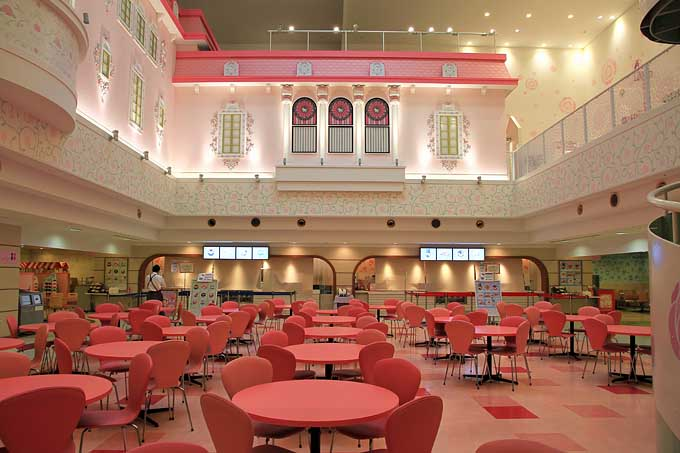
キャラクターフードコート

サンリオタウン1階にある[162]「グルメバザール」[163]を改修したファーストフードスタイルのフードコート・レストラン。出てくるメニューはキャラ弁やフードアートなどを思わせるキティやメロディなどのキャラクターの顔の形をしたカレーやスイーツなど、インスタ映えするサンリオキャラクターを連想させる若い女性や子供向けのものが主体となっている。定期的に「キャラクターカレー総選挙[164]」といったイベントも開催される。座席数524席。

これ以外にも4階レインボーホールにドリームカフェ（元ティータイムテラス、座席数65席）があり、期間限定で「マイメロディドリームカフェ」や「シナモロールドリームカフェ」（提供は日世）などとして営業し、キャラクターがデザインされたオリジナルスイーツなどを提供している。また、1階ピューロビレッジにスイートパーラーがあり、飲み物やキャラクターがデザインされたアイスクリームなどを取り揃えている。

### 化粧室
ピューロビレッジにある化粧室（トイレ）は「ファンタスティックレストルーム」と称し、物語や遊び心が盛り込まれた斬新かつユニークなものとなっている。提供は東陶機器が行なった。音楽の国をイメージしたメルヘンシアターの化粧室は天井や床などに鍵盤や音符がデザインされ、サクソフォーンのような形をした洗面台が設置されている。潜水艦の艦内をイメージしたディスカバリープラザの男性用化粧室はバルブや歯車が配置され、配管の装飾が施されたメカニックなデザインで、潜水艦の乗務員の声が聞けるというものである。一方の女性用化粧室の方は壁が金色に光り輝くゴージャスな内装になっている。妖精の森をイメージしたフェアリーランドシアターの化粧室には、樹木や動物たちが描かれたフェアリーランドシアターの舞台装置を思わせる緑溢れる装飾となっている。また、男性用個室の扉を開けると中には先客のクマがいて怒りの声を上げるという仕掛けトイレもある（この男性用化粧室は女性ゲストの立ち入りも自由にできる）。なお、この熊は開園当初は新聞を読んでいた。
これらの化粧室は長らく開園当初のままでピューロビレッジと同様にサンリオキャラクターの要素がない状態が続いたが、ディスカバリープラザの化粧室が2018年3月1日改修が行なわれ、「レトロフューチャーな宇宙船」をイメージしたサンリオキャラクターが導入されたものに一新された。男性用化粧室の内装は宇宙船の操縦席をイメージしたメカニカルなデザインで、モニターにサンリオキャラクターたちが宇宙遊泳する映像が表示される。一方の女性用化粧室の内装は宇宙船の客室をイメージしたラグジュアリーで落ち着いた内装で、各キャラクター（ハローキティ・マイメロディ・シナモロール・ポムポムプリン・リトルツインスターズ・ウィッシュミーメル）をテーマとした個室が設けられている。フィッティングボードなどが設置されるなど利便性が良くなり、プロジェクションマッピングの映像技術が盛り込まれるなどエンターティメント性が向上している。

## 登場キャラクター

### 出演中のキャラクター
ライブショーやアトラクションにレギュラー出演、グリーティングに登場しているキャラクター。
- ハローキティ（Miracle Gift Parade、KAWAII KABUKI〜ハローキティ一座の桃太郎〜、ハローキティイルミネーション「SPARKLE!!」、Nakayoku Connect、ミュークルドリーミーマーチ～集まれ☆ドリーミーメイト～、レディキティハウス）
- ダニエルスター（Miracle Gift Parade、KAWAII KABUKI〜ハローキティ一座の桃太郎〜、Nakayoku Connect、キャラグリレジデンス）
- リトルツインスターズ キキとララ（Miracle Gift Parade）
- マイメロディ（Miracle Gift Parade、MEMORY BOYS〜想い出を売る店〜、Nakayoku Connect、キャラグリレジデンス）
- クロミ（Miracle Gift Parade、Nakayoku Connect、キャラグリレジデンス）
- マイスウィートピアノ（Miracle Gift Parade）
- ウィッシュミーメル（Miracle Gift Parade、Wish me mellのChance for you、Nakayoku Connect、キャラグリレジデンス）
- ポムポムプリン（1996年 - [58]、Miracle Gift Parade、KAWAII KABUKI〜ハローキティ一座の桃太郎〜）
- シナモン（2001年 - [58]、Miracle Gift Parade、KAWAII KABUKI〜ハローキティ一座の桃太郎〜、Nakayoku Connect、キャラグリレジデンス）
- ポチャッコ（Miracle Gift Parade、Nakayoku Connect、キャラグリレジデンス）
- けろけろけろっぴ（Miracle Gift Parade、Nakayoku Connect（バーチャル出演））
- みんなのたあ坊（Miracle Gift Parade）
- ぼんぼんりぼん（Miracle Gift Parade）
- バッドばつ丸（KAWAII KABUKI〜ハローキティ一座の桃太郎、Nakayoku Connect（バーチャル出演）キャラグリレジデンス）
- こぎみゅん（Nakayoku Connect（バーチャル出演））
- ハンギョドン（Nakayoku Connect（バーチャル出演））
- タキシードサム（Nakayoku Connect（バーチャル出演））
- ペックル（Nakayoku Connect（バーチャル出演））
- ぐでたま（2013年 - [58]、Miracle Gift Parade前説（映像出演）、ぐでたま・ザ・ムービーショー（映像出演））
- ミュークルドリーミー（みゅー、ぺこ、すう）（ミュークルドリーミーマーチ～集まれ☆ドリーミーメイト～）

公式ページに名前が出ており月替わりメンバーとしての出演や、イベントやグリーティング等で見ることのできるキャラクター。
- ミミィ
- パパ（ジョージ）
- ママ（メアリー）
- おじいちゃん（アンソニー）
- おばあちゃん（マーガレット）
- しろうさ
- くろうさ
- ももうさ
- はなうさ
- ウサハナ
- マロンクリーム
- モカ
- エスプレッソ
- シフォン
- カプチーノ
- みるく
- アズキ
- チームプリン[176]（マフィン・スコーン・ベーグル） - 2023年6月15日より登場。
- 伊集院パンダバ
- つん子 - 2015年4月以降よりキャラクター欄より名前の無くなっていた時期があったが2018年現在復帰した模様。
- おさるのもんきち
- ぽこぽん
- 花ちゃん
- ノラネコランド（クロ・トラ・ミケ）
- コロコロクリリン
- ハニーキュート
- タイニーチャム
- ゴーエクスパンダ（ゴーちゃん。）
- アグレッシブ烈子（烈子）
- まるもふびより（モップ）
- はなまるおばけ（まるまる）[177] - 2023年7月15日より登場。
- ミルキーミミ
- るんるんルル
- ラララフローラ
- ルビー
- JOCHUM （ピーハイ・レイン・マイクン・ちまた・ヤヌカミ・まめちぃ・ぽぽ・チュララ・もこ・RURU・Bira） - 2024年6月8日より登場。

キャラクター欄に名前はないがイベントやグリーティングに稀に登場するキャラクター。
- ウサミミ仮面
- イチゴマン
- ダークグレープマン
- ハニーモモ
- いちごの王様
- yoshikitty

### 過去に出演したキャラクター
サンリオピューロランド開業時（1990年12月6日<招待日> - 1997年7月8日 ）に存在したキャラクターは次の通りである。
- ピューロキャラクター
  - キングハッピー

ピューロの王様。リーダーシップがあり、世界の幸せを願う優しい王様。銀河系の遥か彼方「ハーモニー星」から7人のピューロと共に地球に飛来し、知恵の木の種をまいて育て、ピューロランドの根幹を形成する知恵の木に住んでいる[178]。パレード時はハローキティもフロートに同乗[179]
  - チックタック

時と歴史のピューロ。時を管理していて、村の歴史に詳しい最年長のピューロ。ピューロビレッジの入り口にある大きな時計台(チックタックキャッスル)に住んでいる[180]。パレード時はけろけろけろっぴもフロートに同乗[181]
  - メロディ

音楽のピューロ。ものを楽器に変えることができる。メルヘンシアター入り口にある楽器がモチーフの家に住んでいる[182]。パレード時はマイメロディもフロートに同乗[181]
  - ティンカー

発明のピューロ。発明家であり科学者でもある優れた職人。ディスカバリーシアター入り口にある家に住んでいる[183]。パレード時はぽこぽんもフロートに同乗[181]
  - トワイライト

神秘のピューロ。未来を予言でき、夢をつかさどっている魔法使い[184]。パレード時はキキもフロートに同乗[181]
  - ヤムヤム

収穫のピューロ。料理が得意で食いしん坊。趣味はダイエット目的のダンス[185]。パレード時はみんなのたあ坊もフロートに同乗[181]
  - トゥインクル

妖精の森のピューロ。妖精界の市長を務める最年少のピューロ。帽子の先についた星を使うと流れ星に乗って飛ぶことができる[186]。パレード時はララもフロートに同乗[181]
  - キャプテン

冒険のピューロ。勇気があって明るくおおらか。ピューロの森を守っている[187]。パレード時はハンギョドンもフロートに同乗[181]

1990年12月以降に追加登場したキャラクターは次の通りである。
- エディ&エミィ（※フェイスキャラクター(ダンサーがメイクをしてキャラクター衣装を着て出演する形式/1990年12月)から、1991年3月にライブキャラクター(着ぐるみ)に変更された）
- タイニーポエム（さっちゃん）※通称名は風の子さっちゃん、1991年9月デビュー。
- ボタンノーズ（トリシュ）※トリシュはボタンノーズの本名、1991年9月デビュー。
- るるる学園（なおみ、ちえ、よしこ）※1992年1月デビュー。
- ゴロ・ピカ・ドン[188] ※諸事情により1999年以降は出演しなくなったが、スペシャルパーティーなどの場でまれに挨拶にきたことがある。
- リンディ・レパード(※初期デザイン<1997年 - 2001年>と改訂デザイン<2001年 - 2004年>の二種類が存在した)
- ウィアーダイナソアーズ（ティラン、プテラ）
- ホリーズベア

2015年4月以降よりキャラクター欄より名前の無くなったキャラクターは次の通りである。
- パティ&ジミー
- けろりーぬ
- サフィー
- ガーネット
- ラブラ
- エンジェラ
- ジャスパー
- チャロット
- ローサ
- ルーア
- ラリマー
- ルナ
- カイル

2024年4月以降より名前の無くなったキャラクターは次の通りである。
- チャーミーキティ
- KIRIMIちゃん.
- ぎゅでちゃま
- しゃきぴよ
- りっぷ
- ひまわり
- すみれ
- ローズ
- りん
- スピカ
- シンカイゾク（メンタくん）
- リトルフォレストフェロォ（めろぉ）
- ピンキー＆リオ - サンリオキャラクターズ ポンポンジャンプ!のキャラクター

## 過去のショー、アトラクション

### 過去のアトラクション・施設
開園当初は世界初や国内初となる先進的な試みのハイテクなアトラクションを備え、これらは「東京ディズニーランドに引けを取らない高いレベルにある」と日本開発銀行の根本祐二は評価していた。また、サンリオキャラクター要素がほとんどないアトラクションが多かったが、それらは順次廃止撤去され、「サンリオタウン」などといったサンリオキャラクターをセールスポイントにしたアトラクションに置き換えられて現在に至っている。
- ゴールの伝説（提供：山一證券）
正式開園前の施設名は「ゴールの館」、劇場型アトラクション。国内初の360度回転式シアターで[191][注釈 19]、悪魔サタンギラートに愛する心を抜かれてしまったことによって火炎竜グリモーザと巨人ガイラが対立したことにより地獄と化しているパルム星で、サタンギラートとの戦いの末に暗黒の世界[注釈 20]に幽閉された王女ルシアを地球人（観客）が勇気と思いやりの力で救い出し、パルム星に平和と幸せが戻ることを願ってルシアが両者の争いを鎮め、再び諸悪の根源であるサタンギラートに毅然と立ち向かうという北欧神話を思わせるSFタッチの異色アトラクション[192][193][194][195]。シアターに組まれた巨大な舞台セットと、5メートルを超えるおどろおどろしい巨人や竜が特殊照明によって妖しく浮かび上がり、コンピュータ制御によってリアルに動く[193][196][197]。ターンテーブル上に設置された客席はカルーセルのように回転し、場面転換や星が流れて異次元空間へと誘う演出がされた[12][193]。物語の冒頭に登場するパルム王や娘シェラーザ[191]など当アトラクションに登場する人物は生身の人間による演出ではなく、すべてロボトロニクスによるものである。火炎竜グリモーザのロボット造形は造形師の米田武志が担当した[198]。劇中、画面が横に二つ並んだパルム星の歴史やサイケデリックなCG映像などを映し出している物体は「目の精」である[191]。
建設・施工は三菱重工業（神戸造船所）が行った[192]。建設時の仮称は「ゴールの館」であった[12]。なお、同社によるサンリオピューロランド内の設備設置は「メルヘンシアター」内の舞台装置の一部にもある。装置は同心円状に3つの高速ターンテーブル（回転速度3 rpm）があり、物語の進行に応じて中心と最外周のターンテーブルそれぞれが独立して両方向に自由自在に回転する構造である。ターンテーブルの構成は中心に観客席が設置された円盤形ターンテーブル（直径11メートル）、最外周に演出用装飾品が設置されたドーナツ形ターンテーブル（内径12.4メートル、外径15.8メートル）があり、外周と中心のターンテーブルの間に演出用装飾品との隔離距離を設けるため、緩衝域としてドーナツ形の回転しない固定テーブル（幅1.4メートル）が設置されている[192]。ターンテーブルの駆動はインバータ制御を採用した中心側に7.5 kWの電動機、外周側に18.5 kWの電動機をそれぞれ2台使用し、フリクションドライブ駆動方式による円滑かつ高精度な回転および速度制御を実現している[192]。構造的にはディズニーランドのカルーセル・オブ・プログレスやミート・ザ・ワールドに類似している。
所要時間20分。定員150名[194][注釈 21]。ピューロランドにおける目玉アトラクションのひとつで[192]、1990年12月7日の開演以来2005年8月31日まで続いたロングランのアトラクションであった[194]。同アトラクションは終了後、撤去され「エンターテイメントホール」に改装された。なお、このアトラクションの様子はサンリオよりVHS版で『愛と夢の国サンリオピューロランド』（SAVV-117）にサンリオキャラクターの着ぐるみが登場するなど編集された形で部分的に収録されている。
- ピューロアドベンチャー（提供：富国生命保険）
正式開園前の施設名は「ピューロライド」、開園当初は唯一のライド型アトラクションで、約300 mのピューロビレッジを一周する水路を6人乗りのメルヘンチックなボートに乗ってイッツ・ア・スモールワールドのように進む[199][200]光と音と水の演出が楽しめるアトラクション[32]。内容は地球へとやってきた8人のピューロたちによってピューロビレッジが誕生するまでの物語になっていた[199]。設置されているキャラクター像はピューロキャラクターの他、動物たちがメインでサンリオキャラクターはほとんど登場しなかった。なお、ハーモニーランドにも「ファンタスティックボートライド」という名の類似の施設が存在した（内容は8人のピューロたちが飛行船に乗って豊の国・大分へ旅行して現地の名物名産などを体験するといった物語。）[201]。建設時の仮称は「ピューロライド」であった[44]。所要時間10分[202]。同アトラクションは約8億円を投じて内装が全面入替えされ[122]、1999年11月20日からサンリオキャラクターが主役の「サンリオキャラクターボートライド」に改装された[203]。
- 夢のタイムマシン
正式開園前の施設名は「夢のタイムマシーン」、映像シアター形式体感アトラクション。世界初の4Dシステムであり[204]、2台のDLPプロジェクターによる偏光式3D映像とサラウンド音響に加えて、各席が独立して場面に連動して前後左右上下に揺れ動く世界初のムービングシート（可動式座席）と、レーザー光線による光の演出や座席の下から[205]特殊香料による香りの演出などが盛り込まれていた[206][207]。小さい子ども向けに動かないシートも設置されていた[207][208]（動くシートは110 cm以上の身長制限が設けられている[209]）。シートにはシートベルトがあり、アトラクションの稼働中にそれを外すと、アトラクションが停止するという安全装置も設けられていた[210]。ゲストは偏光フィルター方式である偏光板の専用グラスをかける事により立体視できる。「シミュレーション4Dシアター」を謳っており[211]、21世紀初頭における4D技術（4DXやMX4Dなど）の先駆けとも言える[204]。定員206名[212]。システムは米国「ランドマーク・エンターテイメント」社と三菱重工、サンリオの共同開発で[204]、ムービングシートの製作はサンリオと三菱重工業が担当した[213]。近未来的な内装は文字通りのタイムマシンを想定したギミックが多く見受けられた[207]。また、メインショーの前に行われるプレショーではゲストは主にアトラクションについてのレクチャーを受ける[214]。なお、ハーモニーランドにも同名同様のアトラクションが存在し、ピューロランドと同様の映像プログラムを上映していた[215]。協賛 : バンダイ。上映される作品は東映アニメーション系が多い。このほか、各地のショッピングセンターなどでの出張公演も行っている。『デジモンアドベンチャー』・『デジモンセイバーズ』・『ゲゲゲの鬼太郎』の3本はとびだす!3D東映アニメまつりとして劇場公開され、『ONE PIECE 3D』を最後に夢のタイムマシンの内部は『KITTYROBOT』にリニューアルされた。1990年12月7日の開演以来、ピューロランドでは数少ない好評を博するアトラクションで[62]、2012年9月30日まで通算約21年9ヶ月間続いたアトラクションであった。
  - 『Into the 4th Dimension[204]』（1990年12月7日 - 1994年3月）
上映時間15分[212]（メインショー約7分[216]）。タイムマシンのパイロットで、この発明者でもある「ドリーモン教授」がゲストを招待して異次元の世界へタイムトラベルするという実写映像とフルCGによる3D映画。コンピュータ「マックス」が導入され完璧に制御されているはずのマシンは[214]、グランドキャニオン上空より[216]異次元の世界への入り口「ボルテックスゲートウェイ」に突入するが、途中マシントラブルが発生して混沌とした世界に放り込まれ、人間の脳にあるイマジネーションの空間に迷い込み、翼手竜に襲われるなど絶体絶命のピンチに陥る[214]。アトラクションの入り口には順番待ちの長い行列ができ、上映時間は短いが印象に残ると好評だった[216]。映像プログラムの製作はサンリオが企画しランドマーク・エンターテイメント社が担当した[213]。次回作「怪獣プラネットゴジラ」が上映されるまでの上映であった。なお、この映像プログラムはサンリオよりVHS版で『愛と夢の国サンリオピューロランド』（SAVV-117）に主にキティやキキなどの台詞が加えられるなど編集された形で冒頭部分のみ収録されている。
  - 『怪獣プラネットゴジラ』（1994年3月18日[212] - 1998年7月1日[207]）
世界初の70 mm立体映像。約4年3ヶ月と夢のタイムマシンでは最も長い期間上映されていた。ゴジラとの記念写真や、ゴジラのオリジナルグッズも販売されていた[62][208]。所要時間20分[202]。
  - 『時空探偵ゲンシクン』（1998年7月3日[207][217] - 2000年7月）
最新デジタル技術を駆使した、日本初の劇場用3Dアニメーション映画[218]。前作同様、男子入場客の獲得を狙って企画製作された[219]。映像プログラムの制作費は3億円強が投じられた[220]。レポーター役として奥菜恵[219]が登場する他、キティやばつ丸などのサンリオキャラクターも登場する[207]。この奥菜恵はエンディングテーマの歌唱も担当している[219]。過去に手を加えて歴史を書き換えるという時空犯罪を繰り返すTPレディによって原始時代のゲンシクンは化石にされてしまい、25世紀のタマシティから発掘されて大和博士によって甦った。超人的な身体能力を買われたゲンシクンは時空探偵に任命され、TPレディの追跡の任務が下される[207]。10月1日のテレビアニメ放送に先行して上映された[221]。所要時間20分[202]。提供は安田火災海上保険。
  - 『デジモンアドベンチャー デジモングランプリ』（2000年7月20日[222] - 2002年6月23日）
上映時間22分（プレショー約15分、メインショー約7分）。レースの実況中継役としてフジテレビアナウンサーの福井謙二が出演する。提供は安田火災海上保険。
  - 『ONE PIECE グランドラインの冒険』（2002年7月6日[223] - 2004年6月9日）
所要時間20分。フルCGによる3D映像。新たにレーザ光による光の演出装置が追加導入された[205]。提供は損害保険ジャパン。
  - 『SDガンダムフォース 破壊大将軍あらわる!!ザコ？』（2004年7月3日[224][225] - 2006年6月25日[211]）
SDガンダムフォースの26.5話に相当する、同アニメの外伝的作品といえるフルCGによる3Dアニメーション[226]。正義の特殊戦闘部隊「ガンダムフォース」が未来都市ネオトピアで活躍し、ザクレロモバイルというアイテムを狙ってそこに現れた破壊大将軍・破壊丸らに立ち向かいネオトピアの平和を守るというストーリー[227]。映像プログラムの製作はバンダイ・サンリオ・創通エージェンシー・サンライズの4社が共同で行った[227]。破壊大将軍の声およびモーションキャプチャーのモーションアクターはプロレスラーの橋本真也が担当した[226]。所要時間約20分。提供はバンダイ[211]。
  - 『デジモンセイバーズ3D デジタルワールド危機イッパツ！』（2006年7月8日[211][228] - 2008年6月29日[229]）
上映時間約20分[229]。公開を記念して「DATS隊員証」の配布も行っていた[230]。プレショーには新垣結衣が声で出演している。提供はバンダイ。
  - 『ゲゲゲの鬼太郎 妖怪JAPANラリー3D』（2008年7月12日[68][231] - 2011年12月7日[232]）
サンリオピューロランド完全オリジナルストーリーによるCGアニメーション。映像プログラムの製作はサンリオと東映アニメーションCGチームが共同で行った[233]。プレショーでは目玉親父とキティちゃんの競演も見られた[209]。上映期間は約3年5ヶ月と「怪獣プラネットゴジラ」に次いで長い期間上映された。提供はバンダイ。上演時間約20分[231]。
  - 『ONE PIECE 3D 激走!トラップコースター』（2011年12月10日 - 2012年9月30日[234]）
上演時間約20分。夢のタイムマシン最終演目となる。上映期間は1年に満たず最短である。また、映像プログラムが対応しないため、ムービングシートは機能停止された[234]。特設売場を設け、ONE PIECE × HELLO KITTYコラボグッズの販売も行われていた。提供はバンダイ[235]。
- KITTYROBOT（協力：フリュー、三菱自動車、富士フイルム[236]）
夢のタイムマシン終了後、ムービングシートが撤去されるなど内部がリニューアルされ、2012年12月1日から開演した回遊型アトラクション[237]。ゲストは「S.R.I.（Sanrio Robotics Institute）」の研究員になり、KITTYROBOTの製作をイメージした6つのミニゲームにチャレンジしてKITTYROBOTを完成させる。入口の装飾は流用され、近未来的だったイメージは踏襲された。1階グルメバザールにて「デザートパーツセット」と称するKITTYROBOTをイメージしたオリジナルスイーツを期間限定で販売していた。同アトラクションは2013年4月7日に終了後[236]、撤去され「ストロベリーホール」に改装された。ピューロランドで終了後はハーモニーランドのイベントホールで2014年3月21日[238]から2016年2月21日にかけて展開された[239]。
- ハローキティ ペーパー＆プリントショー[240]（提供：大昭和製紙グループ、凸版印刷[241]）
1階夢の広場の一角に所在した。妖精たちが木を噛んで紙を作り、サンリオキャラクターたちが出来た紙を印刷してカードを作るといった、印刷の仕組みを分かりやすく紹介する内容のアトラクション[242]。出口にはアトラクションで作ったとされるカードを販売するカードショップが併設されていた[242]。ショップにはポストがあり、ここに投函された郵便物はピューロランドオリジナルのスタンプが押された状態で発送された[243]。所要時間20分[244]。同アトラクションは1998年5月20日付けで廃止され[245]、跡地に「キティズハウス」（キティの家をイメージした現行のレディキティハウスの前身となるアトラクション）が建築設置され、7月3日オープンした[217][219][245]。なお、このキティズハウスはハローキティの誕生30周年を期に全面リニューアルされ、2004年10月23日再オープンしている[246]。現在はサンリオタウンのマイメロードドライブの施設がある。
このアトラクションには、サンリオの関連会社ココロで製作されたアニマトロニクスのサンリオキャラクターが唯一使用されていたが、「ハローキティ」のアニマトロニクスには口（くち）があった[242][247]ハローキティは本来、設定として口（くち）が無いが、歌って踊るアトラクションの演出上、口のあるハローキティとした。
- 電気のミニプラント（提供：松下電器産業）
ディスカバリーシアター付近に所在した。白熊のエドワードのテレポーテーション実験や、ウサギのミスバニーの夢モニターなどのショーがあった。システムが突然ダウンして照明が落ちるハプニングの演出や、電池工場の監督であるスカンクのマーローが電池を作り出してその状況から復帰する演出もあった[248]。所要時間15分[244]。スポンサー契約終了に伴い、同アトラクションは1997年に廃止され撤去された。現在は女の子向け商品を取り揃えた「ビレッジショップ」になっている。
- 写真のミニプラント[249]（提供：富士フイルムイメージングシステムズ）
ピューロランド関連のプロモーション映像を上映している。また、きゃらぐりスポットとしても利用される。開園当初はヤギ教授が世界中を旅行して集めたスライドを披露する世界旅行のショー[250]であった。そのショーは途中、富士山がさかさまに映されたりするなど、ドジな助士の「ジョージ」の不手際でたびたびハプニングを起こす[251]。パパママ、三つ子のパトローネ（フィルム缶）がモチーフとなっているキャラクターたちの歌がそのショーを盛り上げた。アトラクションの奥に写真館があり、そこにはサンリオキャラクターのほか王様や魔法使いなどのさまざまな衣装や小道具があり、それを着用した記念写真を撮ることが出来た[250][252]。所要時間15分（アトラクション5分、フォトスタジオ10分。）[244]。富士フイルムの施設協賛は、当アトラクションを通じて写真文化の発信および企業イメージの向上が狙いだった[253]。末期の2021年にはポムポムプリン25周年を記念して「にこにこプリンルーム」として運営されたのち、2024年12月10日にクローズ[254]。跡地はワークショップ型アトラクション「CHALLENGE PURO （チャレンジピューロ）」の一部となった[255]
- キャンディファクトリー[256]
キャンディの数を数え検査する小熊の「バディー」という検査官がいるキャンディ工場[257]。いつもより帰りが遅くなった「バディー」にキャンディマシーン「ビクター」たちが話しかけてくるものだった。キャラグリレジデンス開業まで、きゃらぐりスポットとしても利用されていた。2024年12月10日にクローズ[254]。跡地はワークショップ型アトラクション「CHALLENGE PURO （チャレンジピューロ）」の一部となった[255]。なお、小熊のバディーおよびキャンディマシーンの一部キャラクターは後継施設の壁にイラストとして描かれている。
- フェアリーランドレストラン（提供：キリンビール ※1990年の開園から約2年間）
開園当初は本格的なフランス料理を食べながらショーが観られる営業形式を執っていたが、客足の低迷と営業コストの削減を主な理由としてフランス料理の提供は廃止され、キリンが提供する飲料水とサンリオキャラクターが描かれたお菓子を提供する形式に改められた。しかしそれらも1992年頃に廃止され、名称を「フェアリーランドシアター」と変更し、1998年以降[注釈 22]はシアター入口に流れていた「滝」の給排水システムも営業コストの削減で稼動停止（※事実上の廃止）され、現在の姿に至る。なお、レストラン入口には大きく「FAIRYLAND」と書かれている文字の下に金色でやや小さく「RESTAURANT」と記されていた[258]。レストランの営業終了後は「FAIRYLAND」の文字が残され「RESTAURANT」の文字部分が撤去されている。
- 虹の滝（提供：日産自動車）
レインボーホールの3階から4階へと続く2本の曲線階段を挟むように、虹の滝の付随施設としてその滝壺に当たる泉の施設があった。同施設は2000年に給排水設備の稼動停止と共に終了。提供スポンサーの契約も解消された。現在は泉の水が抜かれ、サンリオキャラクターに因んだ様々なオブジェが置かれている。ピューロランド4階レインボーホール上方にある虹の滝（提供：アサヒコーポレーション）[111]とされている垂れ幕のように見える部分は残されている。
- フードマシンレストラン（提供：コカ・コーライーストジャパン[111]）
レインボーホール4階[259]にあるヴィクトリア朝時代の工場跡地をイメージしたカフェテリア形式のレストラン[260][261]。音楽のピューロ「メロディ」食べ物のピューロ「ヤムヤム」発明のピューロ「ティンカー」の3人が協力して製作したとされているコックロボットがレストラン内に設置されていた。正式開園前の施設名は「カフェテリアレストラン」で、コックロボットは5体ありこれらにはすべて名前が付けられ、フードマシンの天辺に立つ監督兼料理長の「マスターシェフ」、入口付近にあるお盆と食器係の「トラマック5」、サラダ担当の「トマトU8」、ブロイラー係の「バーベキュー5R」、デザート係の「デザート4U」の5体である[163][注釈 23]。出てくる料理はコックロボットたちが作ったという設定になっていた。ゲストはサークルサーバー（料理の運搬用装置）に乗って流れてくる料理から好みのものをチョイスして最後に精算するスタイルとなっていた[163][262]。出てくるメニューは子供向けのキティのカオの形のランチボックスから、寿司や饂飩などの和食やハンバーグやパスタなどの洋食と幅広く揃えていて大人、子供を問わず食事を楽しめた[260]。汽笛の音の合図とともにポルカやカリプソなどの音楽をBGMにコックロボットたちのショーであるクッキングダンス（所要時間30分）が観られた[163][263]。座席数340席。このレストランは2016年9月1日に営業を終了し[264]、工費5億円を投じて内装や厨房を全面改装し[159]、2016年12月23日に「サンリオレインボーワールドレストラン」としてリニューアルされた[160]。
- グルメバザール
正式開園前の施設名は「テイスティマーケット」、ピューロビレッジ1階に存在したサンタフェ調のデザインで統一された、ファーストフードスタイルのレストラン[163]。吹き抜けを有し、1階と2階を2本の螺旋階段で結ばれた二層構造になっていた。吹き抜けには「おいしい木」と称するカットされたスイカやサンドイッチなどの食べ物が生っている木のオブジェが設置されていた[163]。キティのカオの形のピザや焼きそばなど、メニューは軽食が中心。1階と2階にそれぞれ4つ、合計8箇所のキッチンブースが設けられ、世界中のファーストフードも楽しめる[265]。食器類もキティブランドで統一されていた。1995年夏、数億円を投じて二階部分がイベントスペースに改築され[66]、「プリモガーデン」と称された。このレストランはサンリオタウンとして改修され、キャラクターフードコートとしてリニューアルされている。また、改修に伴い2階のプリモガーデンを結ぶ螺旋階段一本が撤去された。
- グルメバザール ポケットサーカス（提供：東京コカ・コーラボトリング[235]）
ファーストフードスタイルのレストランであるグルメバザール内の一角にあった世界で一番小さいサーカスとされている、人形たちのサーカスのミニアトラクション[266][267]。同アトラクションは1999年稼動を停止した。なお筐体そのものは2013年10月の時点ではキャラクターフードコートの入口に場所を変えて存在している[268]。
- プリモガーデン
グルメバザールの2階部分を改装した中央に吹き抜けを有するイベント向けの多目的スペース[66]。この区画はサンリオタウンとして改修され、レディキティハウスとその関連施設になっている。
- ストロベリーラウンジ
開園当初サンリオ関係者が外部の取引業者を接待する目的に作られたラウンジ（応接間）。4階レインボーホールの3階改札口の丁度真上に位置していた。だが、一般来客者が訪れる場所での接待ラウンジはピューロランドの意にそぐわなかった為、同ラウンジは用途名目を変更し転用する事とした。一般ゲスト用ラウンジとなった後、ラウンジには決まった時間にサンリオキャラクター(ハローキティ、マイメロディ、ぽこぽんなど)が訪れ、ゲストと一対一（又はグループと一対一）で写真が撮れたりフリートークやキャラクターとコミュニケーションが取れる自由空間になっていた[269]。また、同ラウンジで撮影したポラロイド写真は「キャラクターキーホルダー」（有料/当時1個800円）や立体写真（有料/当時1個1000円）、フォトフレームセット（有料/当時1個1200円）などの記念品として持ち帰る事が出来た。同ラウンジ内は白を基調にしたロココ調の豪華な装飾が施され、ソファーや応接セットが置かれ、シャンデリアも灯されていた[269]。サイドボードには往年のサンリオキャラクター商品（過去のレアな商品）が装飾物として展示されていた。同ラウンジは1995年頃に廃止され、1998年にキティズカフェ&アイラブキティ グッズコレクションの時期[270]を経た後にショップになったが、「キャラクター写真キーホルダー」サービスのみ館内の3階レインボーホールのエントランス付近に専用コーナーを設けて1999年秋まで継続的に販売していた。また、同ラウンジの金色の銘板が4階エレベータ前に残っていたが[271]が、2018年頃までに撤去されているので現在では見る事が出来ない。現在はショップであるvivitixの時期を経て[150]マイメロディショップや関連施設となっている。
- ドリームプラザ
紙の世界がテーマである夢の広場[272]の2階に設けられた吹き抜けのペーパーツリーを囲むように所在したショップ。ショップ内はペーパーツリーの枝が天井装飾として伸び、白を基調にした紙（切り絵）をイメージした装飾が施されていた[273]。各装飾はガラス繊維入りのプラスター製である[272]。このショップは廃止され、一時期ショップの跡地全域が、豆汽車やミニメリーゴーランドなどを併設したゲームコーナーに改修された時期もあったが[19]、現在はサンリオタウンの一部であるキキ&ララツィンクリングツアーとなっている。また、吹き抜けには1階と2階を結ぶ曲線階段があったがペーパーツリーと共に撤去されている。なお、ペーパーツリーの上には「ドリーマー」というあくびをする妖精が寝そべっていた[273]。

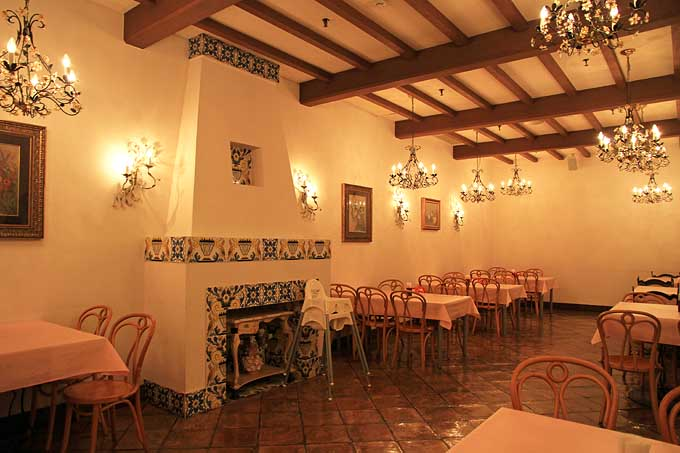
館のレストラン（パーティールーム）

- 館のレストラン（リニューアル前）館のレストラン（パーティールーム）
レインボーホール4階[274]にある中世ヨーロッパ、アーサー王朝時代の貴族の館をモチーフとしたアンティークな雰囲気を醸すビュッフェ形式のレストラン[275][276][277]。ドーム状の天井を有するエントランスホールもルイ王朝時代をモチーフにした様々な調度品で整えられていた[275]。園内の一施設ながら、提供が可能な料理はフランスやドイツなどの一流レストランで修業を積んだプロのシェフがふるまう本格的なものであった[277][278]。食器はワンポイントとしてキティのエンブレムが入った英国ウェッジウッド製のものを使用していた[275][277][279]。大広間（パティオ）の周囲に部屋が設けられ、小規模パーティ向けのパーティールーム（チェル・アミ）や40名収容可能なプライベートルーム（ヴィ・サ・ヴィ）、食器も料理もワンランク上の個室であるVIPルーム（ボン・テーン）も完備され[280]、誕生パーティや結婚披露宴の会場などとしても利用できた[注釈 24][279][281]。また、肉焼きなどのショークッキングが観られる部屋（ラヴァン・グー）や、世界中のウィスキーやワインを取り揃えた部屋（セラ・バー）もある[277]。また、ステージが設けられ時間によっては生演奏やライブなどのミニパフォーマンスも観られた[282]。普段はランチビュッフェとして運営していた。座席数236席。2019年1月、営業を休止し、同年4月に現在の館のレストランがリニューアルオープンした。
- エンターテイメントホールショップ[283]
エンターテイメントホールに併設されていたショップ。身につけグッズやお菓子の他、Puro D★Eや『ちっちゃな英雄』、『MEMORY BOYS〜想い出を売る店〜』出演者のグッズを取り扱っていた。
- ぐでたまらんど（2016年7月16日[118] - 2022年5月31日）
サンリオタウン内（1階ストロベリーホール）。ぐでたまの国を再現したアトラクション[284]。ゲストは入国審査と称した入り口で渡される「ぐでたま旅券（パスポート）」を手に、写真撮影やさまざまなミニゲームで遊ぶことができた。提供はトランスコスモス[111]。

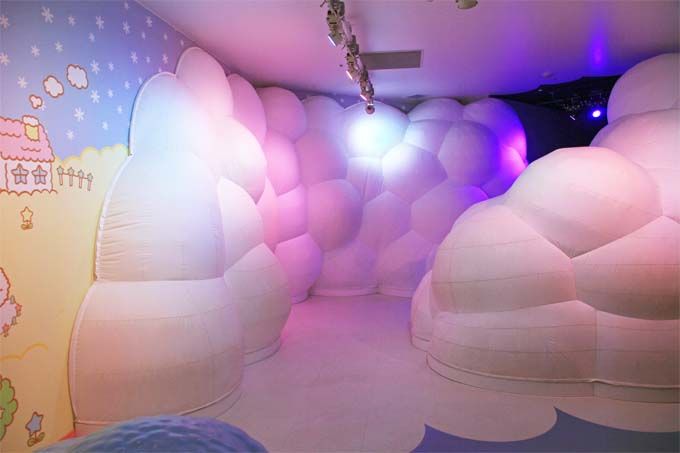
〜キキ&ララ〜トゥインクリングツアー

- 〜キキ&ララ〜トゥインクリングツアー（2013年7月20日[285] - 2023年1月31日[286]）
サンリオタウン内（2階）。キキララのふるさとであるゆめ星雲の世界観を再現したアトラクション[128]。プレショーではキキとララの誕生を綴った「リトルツインスターズ物語」が上映される。提供は八千代銀行[111]。アトラクション内はさまざまな写真スポットが設けられ、ミニゲームもあった。リニューアル準備の為、2023年1月31日をもって運営を終了した。
- キキ&ララショップ
サンリオタウン2階の一角に設けられたキキララのグッズ中心に取り揃えているショップ。「トゥインクリングツアー」オリジナルグッズの販売も行われていた。前述の「Kiki＆Lala トゥインクリングスタジオ」リニューアルオープンのため営業を終了した。
- シナモロールアニバーサリーショップ&メルメルショップ
4階のレインボーホールに位置し、シナモロールグッズ中心の「シナモロールアニバーサリーショップ」と、ウィッシュミーメルグッズ中心の「メルメルショップ」が隣接していたが、のちに「メルメルショップ」のみの営業となった。
- その他
3階「レインボーホール」内のコインロッカーの隣には開園当初より、太陽神戸三井銀行と三菱銀行のCD機（キャッシュディスペンサー機）が設置されていて、営業時間内（平日はオープンから19時、土曜日はオープンから17時まで、日・祝祭日は休業）であれば現金を引き出す事が出来た[287][288]。しかしそれらは1996年頃に廃止され、跡地はロッカールームの一部と物置区画になってしまった（現在ではCD機の跡地さえも見る事ができない）。またレインボーホールのインフォメーションカウンターには「キャラクター写真DPE受付窓口」が存在した[289][290]。35ミリカラーフィルムで撮影した写真の現像と焼付け（焼き増し）を受け付けていて、館内のミニラボDPEシステム（富士フイルム製）で即日現像、即日渡し（約1時間）が可能だった[253]。館内で現像した写真には全て四すみにキャラクターが入った、サンリオピューロランドオリジナルの枠が付いた状態で印画紙に焼き付けられ提供された[291]。現像料金は24枚撮りの場合で1本650円、プリント料金は1枚40円。また、現像1回（焼き増し1回の注文）につき1枚、メルヘンシアター前でプロカメラマンがサンリオキャラクターを撮影した「ピューロランド記念写真」がおまけとして付いた（同写真には、ハローキティ、マイメロディ、ぽこぽん、けろっぴ、みんなのたあ坊などのキャラクターが集合した状態で撮影されている）[290]。また、現像済のネガフィルムとプリントを収納した紙袋はサンリオピューロランドオリジナルの物だった。このDPEサービスは1999年頃に廃止されている（その後、ごく短期間だけ「デジタルカメラ貸し出しサービス」（有料/1人1日当り3000円、台数限定）が行われていた）。

#### スポンサー契約終了
- アサヒコーポレーション（メルヘンシアター）
- 伊藤ハム（館のレストラン）
- キリンビール（フェアリーランドシアター）
- 東洋水産（グルメバザール ラーメンコーナー）
- 服部セイコー（チックタックキャッスル）
- フジパン（ブレッドファクトリー）
- 森永製菓[140]（キャンディーファクトリー）※現在はチョコレートファクトリーのスポンサーとして再契約されている。
- 松下電器（電気のミニプラント）
- 安田火災海上保険（夢のタイムマシン）
- 雪印乳業[140]（アイスクリームファクトリー）

### 過去のショー
- メインパレード
ピューロビレッジにて行われる。知恵の木を囲んでキャラクターやダンサーがショーを演出、360度どこから見ても楽しめるようになっている。
  - サンリオスターライトパレード（1990年12月7日 - 1997年7月8日）※(1990年12月6日 サンリオピューロランド開園前「招待日」を除く)

ピューロビレッジで行われた最初のパレード[179][181][292]。1994年3月16日以降[293]、1995年にも二度に渡る音響（完パケ）改訂が行われたり、フロートの装飾が改訂されたり、出演ダンサー&キャラクターの衣装が更新され、ロングランを続けた。1997年7月8日14時から行われた最後のパレードでは、ゲストからの要望に基づいて急遽製作された『花束贈呈とお別れ挨拶の2分間』が本編に追加され、各フロートポジジョンの沿道上に待機した選ばれたゲストだけが、お気に入りのキャラクターやダンサーに向けて花束を贈呈したり、お別れの言葉を述べる事が出来た。最後は、ハローキティが全てのゲストに向けて「新パレードの登場をお楽しみに! また皆さまとお会い出来ますように!」との挨拶でスターライトパレードは約7年に及ぶ歴史に幕を閉じた。尚、新パレードの演目準備の為、1997年7月9日と10日の二日間のみ、パレードが一切行われない期間が存在した。ちなみに、約7年間行われた「サンリオスターライトパレード」の総観客数は約1,125万人との説明も最終日に行われた。
サンリオスターライトパレードには大きく分けて初期バージョンと後期バージョンの2つが存在した。初期バージョンではオープニングで「ビレッジワーカーソング」が流れるものであり、後期バージョンはその歌がカットされた代わりにダンサーによる踊りが加えられた。パレードで流れた「ビレッジワーカーソング」のほか、「ピューロマーチ」や「パーティイン・ザ・ピューロランド」、パレード向け替え歌の「ハローキティ」は1996年に館内と一部のサンリオ・ギフトゲート店頭で限定発売された「シング!シング!サンリオピューロランド」のCDアルバムに収録されている[294]。また、「サンリオスターライトパレード」の後継パレードである「サンリオ オールスターパレード コスミックファンタジー」の制作段階の当初計画では、ピューロキャラクター（キングハッピー、ティンカー、ヤムヤム、キャプテン、チックタック、トワイライト、トゥインクル、メロディ）の登場が予定されていたが、制作の都合上、ピューロキャラクターは出演しなくなり、代わりに「ピューロ」のテーマソングの一節をアレンジ流用する形で落ち着いた。また、「ビレッジワーカーソング」の楽曲はアレンジ違いが後に製作され、姉妹パークの『ハーモニーランド』で行われたパレードでも全長版として流用された。このパレードショーはサンリオよりVHS版（SAVV-185）で「ちいさなちいさな音楽会」とのカップリング版で映像ソフト化された。
  - サンリオ オールスターパレード コズミックファンタジー（1997年7月19日 - 2001年6月19日）

スターライトパレードの第2弾が1997年7月19日（土）昼11時35分から12時に初公演。同年7月9日と10日の二日間だけはパレードは公演されず、7月11日から7月18日の間は「予行演習」を日にち限定且つ時間限定で公演した。この「コズミックファンタジー」が日本人のサンリオピューロランドスタッフだけで制作した最初のパレードである。このパレードから、キティなどの主役級のキャラクターがゴンドラに搭乗し、ビレッジ上空から登場をするという演出が採られている[295]（その他のキャラクターは従来通り、フロートに搭乗したりロードウォーク形式で登場をした）。初期版は後期版よりも尺（上演時間）が若干長く、初代パレードの「サンリオ スターライトパレード」を意識したためか、音楽で物語を説明する演出が随所に見られた。また、サンリオピューロランドのテーマソングとも言うべき「ピューロエントランス」（ピューロマーチ）のアレンジ版をパレード音楽に取り入れていた。このパレードショーはサンリオよりVHS版（SAVV-194）で「ちいさなちいさな音楽会・2」とのカップリング版で映像ソフト化された。
  - イルミナント（2001年6月22日[296] - 2007年6月12日）

中国から招いた浙江省雑技団15名とサンリオキャラクターとの共演による宇宙をイメージした舞台でオリジナルストーリーを披露する高さ15メートルの空中アクロバット主体のパレードショー。パレードの製作費および舞台装置の改良に2億5000万円が投じられ[296]、成人層などの客層の増加を狙って製作された[95]。テーマ曲は角松敏生、振り付けは振付師の南流石が担当した[296]。このパレードショーはサンリオよりVHS版（SAVV-205）で映像ソフト化された。
  - サンリオハートフルパレード『Believe』（2007年6月15日[297] - 2013年10月31日）サンリオハートフルパレード Believe

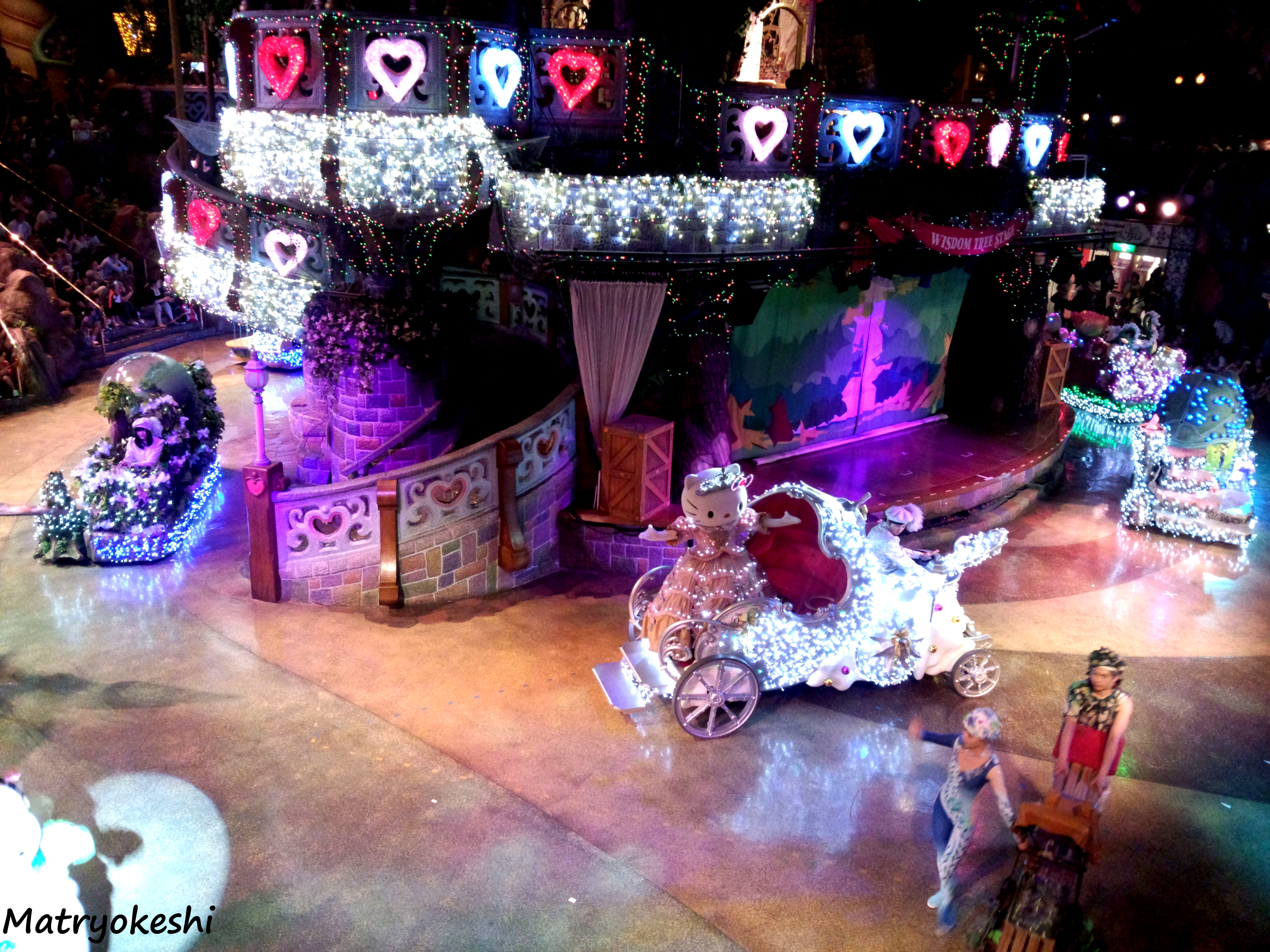
サンリオハートフルパレード Believe

「森のメルヘン〜愛は永遠に〜」など過去にサンリオが公演した四つのショーをベースにして1つのストーリーとして仕立て上げた二人の男女の犠牲愛をテーマにしたパレードショー[298]。フロートなどの美術はトニー賞などの受賞経験があるマイケル・カリーが担当し、テーマ曲は大江千里、振り付けは振付師のKABA.ちゃんが担当した[299]。パレードはこれまでサンリオキャラクターに興味のない成人入場者などの獲得を目指して製作された[298]。上演時間30分。このパレードショーは映像ソフト化（V-1228）された。
  - ハローキティ40thアニバーサリーパレード『ARIGATO EVERY ONE!』（2013年11月1日[300] - 2015年1月13日[301]）

このパレードショーは映像ソフト化（V-1250）された。
  - マイメロディ&リトルツインスターズ40thアニバーサリーパレード『OMOIYARI TO YOU』（2015年1月16日[302] - 2015年11月29日[303][304]）

40周年を迎えるマイメロディとリトルツインスターズが主役をつとめるパレード。キティ以外のキャラクターがメインパレードの主役をつとめるのはピューロランド開園以降初となった[302]。ARIGATO EVERY ONE!で使われていた「風に揺れるリボン」の中にミックスされる形で「ピューロマーチ」が復活。ARIGATO EVERY ONE!同様にパレードの中でゲストの名前を呼び上げお祝いをする。子供のゲストがパレード内で出演者と一緒にダンスをするパートは無くなった。11月6日 - 29日はフィナーレ部分に雪が降る演出が加わった。千秋楽にむけて「OMOIYARI TO YOU ありがとうスペシャルウィーク」とし11月20日からの最後9日間パレードエンディングに出演者全員が3ポーズするアニバーサリーフォトタイムがあった。また、この9日間は退園時に日替わりのオリジナルポストカードの配布もされた。上演時間約25分[303]。なおこのパレードに関連するアニバーサリーフェアは2015年8月31日までの予定だったが[305]、好評だったため翌年1月12日まで延長された[306]。このパレードショーは映像ソフト化（V-1251）された。
- 30th Anniversary Parade 「Hello, New World ～虹を、つなごう～」（2020年12月7日[307]- 2022年5月15日[308]）
感染症の懸念から「Miracle gift  parade」が上演出来なくなり、その穴を埋める形で期間限定で上演されているピューロランドの歴代パレードの名曲だけで綴られたピューロランド30周年記念パレード。ソーシャルディスタンスを考慮した演出もある他全席指定（有料）となり、パーククローズ後の上映となる[307]。またクラウドファンディングの支援により後にパレードの新衣装が制作された[309]。当初は2021年1月に終演予定だったが[309]、好評により2022年5月15日まで延長された[308]。

- Rainbow Drops ～雨と仲間のものがたり～（2022年5月21日[310]- 2023年5月28日[311]）

- 感染症の懸念から「Miracle gift  parade」が上演出来なくなり、その穴を埋める形で期間限定で上演された、ピューロランドの天気をモチーフにしたパレード。雨の降らない全天候型のピューロランドで初めて、レインコート姿のキャラクターが登場する。前作同様、全席指定（有料）となり、パーククローズ後の上映となる[310]。Miracle gift  paradeの再演により2023年5月28日に終演した[311]。
- 『Nakayoku Connect 』（2022年7月15日[312] -2023年8月 27日[313]）
イルミネーション主体のライブショー。リアルとバーチャルの世界が複合しており、同時にバーチャルピューロランドでも同時刻にバーチャルショーが上演される他、途中で同時上演するシーンもある。ハローキティはゴンドラで、他キャラクターはピューロビレッジ2階や知恵の木エリア2階エリアに登場する。体に害のない「フィーバービーム」というレーザー演出が世界初導入された。脚本・演出は中屋敷法仁、振付は中村蓉と中屋敷南、音楽は大河内航太と石塚英一郎が担当する他、バーチャルショーでは、監督をキヌが担当した[312]。上演時間約15分。2022年11月15日にはピューロランドで初となる楽曲配信がされた[314]。

- 知恵の木ステージ
  - ポップンステップ　ハローキティ!!（1990年12月7日 - 1991年12月7日）

サンリオピューロランドの正式開業に合わせて上演された知恵の木ステージ演目の第1号。構成・作・演出は片山耕(SCW)とランドマーク社の共同で、ピューロフレンズ（※専属ダンサー）とハローキティとピューロキャラクターのキングハッピーが「サンリオピューロランドのピューロ物語」と「ピューロキャラクターの紹介」を音楽とダンスで表現したショー。
  - トゥインクルシンフォニー（1996年3月20日 - 1998年8月30日）

ピューロランド初のハローキティが脇役でリトルツインスターズ(キキとララ)が主役のショー。キティの祖父が贈った1冊の絵本から始まる、おもいやり星と十二星座をめぐる果てしない物語を踊りと音楽で表現した演目。好評のため当初三ケ月公演の予定が延長され1997年8月末で終了とされたが更に1年間延長し1998年8月末まで公演された、知恵の木ステージ最初のロングラン演目。
  - 『ジュエルペットのどきどき！マジカル☆マーチ』（2010年7月17日[315] - 2016年5月29日[316]）

知恵の木ステージで上演される、魔法学校を舞台にした参加型ミュージカルショー。参加グッズを購入することにより、出演者と一緒にピューロビレッジを一周する行進に参加できる。
  - 『ぐでたまショー あしたからほんきだす』（2015年4月29日[317] - 2016年5月31日[318]）

知恵の木ステージで2015年8月31日までは毎日、9月1日以降は休日営業日のみ上演されたぐでたまによるライブショー[319]。所要時間約25分。
  - 『集まれ！めちゃカワっ★ぼんぼんりぼん隊 ミラクル』（2014年1月26日[320] - 2018年4月6日）

知恵の木ステージで20時閉館日のみ上演される[321]、ぼんぼんりぼん、ミルキーミミ、るんるんルル、ラララフローラによるおしゃれダンスチーム「リリーボンボンズ」によるゲスト参加型ライブショー。2013年8月1日より開演した「集まれ！めちゃカワっ★ぼんぼんりぼん隊」のマイナーチェンジ版[320]。
  - 『リルリルフェアリル大行進〜リトルフェアリルへようこそ〜』（2016年8月1日[322] - 2020年2月21日）

知恵の木ステージで上演されるリルリルフェアリルのキャラクターよるキッズ向けのゲスト参加型ライブショー。ゲストのショーへの出演は参加グッズの持参が必須。所要時間約30分。
  - 『ぐでたま＆フレンズ〜ぐでっと！しゃきっと！ぎゅでっと！〜』（2018年4月21日 - 2019年5月18日）

知恵の木ステージで休日のみ上演されるぐでたまとその仲間たちが出演するキッズ向けのライブショー[323]。
  - 『ハッピー はっぴ〜 バースデー SHOW』（2009年4月 - 2020年2月21日）

知恵の木ステージで上演されたバースデーショー。その誕生月のゲストをピッパー姫とキャラクターが歌とダンスとグリーティングで祝ってくれる。登場キャラクターは月替わりとなる。2020年2月21日を最後に上演を休止していたが、『ハッピーセレブレーションパーティ～どきわくきゅん♡でハッピー☆デー～』の上演開始により、上演終了となった。

- ピューロビレッジミラクリュージョン★Happiness

ミラクリュージョン★Happiness

  - 『ミラクリュージョン★Happiness』（2015年12月19日 - 2019年9月20日）

知恵の木正面で上演されるプロジェクションマッピングと光のイリュージョンショー。所要時間約10分。平日・休日営業日共、営業時間終了間際に1回上演される。

- 館のレストラン館のレストラン

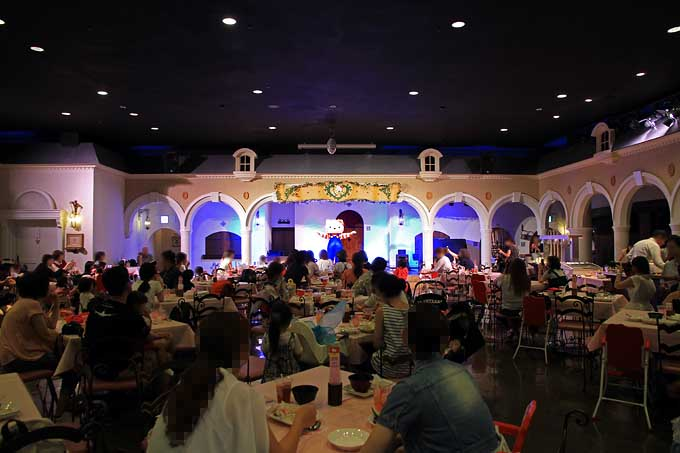
館のレストラン

  - 『レストランプチライブ「Join!★Kitty」』

ビュッフェ形式による食事を楽しみながらハローキティのプチライブを見ることが出来る。平日営業日は1回、休日営業日は2回上演される。所要時間約10分。館のレストランの利用が必須[324]。以前はマイメロディの「Join!★My Melody」が上演されていた[325]。

- メルヘンシアター
  - キングハッピー・ホリデー・フォーリーズ『 King Happy Holiday Follies 』（1990年12月7日 - 12月25日）

メルヘンシアター公演演目第1作目のミュージカルショー。クリスマスの由来と季節の愉しみを、馴染みのクリスマスソングに合わせながらハローキティやぽこぽん、エディ＆エミィとピューロダンサーズ達が唄い踊る。同ショーは1991年12月に「再演版」(演目名：メリークリスマス・ディアぽこぽん!)として再び公演された。
  - メリークリスマス・ディア・ぽこぽん!!（1991年12月1日 - 12月25日）

サンリオピューロランドの正式開業に合わせて上演されたメルヘンシアター演目("King Happy Holiday Follies")の再演版。ミュージカル演出と日本人キャストと外国人キャストがサンリオキャラクターと共にクリスマスの定番曲を唄い踊った。この演目にはピューロキャラクターのキングハッピーが登場した。1991年冬の公演は「再演版」として前年公演の同演目を一部改訂しタイトルを日本語タイトルに変えて再演。再演版のみ1992年11月にサンリオビデオよりVHSソフト化された。
  - ピューロランドメドレー『 Puroland Medley 』（1991年1月5日 - 3月31日）
  - ようこそサンリオピューロランド キティ&フレンズ(1991年4月 - 9月)

メルヘンシアターで上演された演目の第2号。ピューロビレッジ、メルヘンシアター、ディスカバリーシアターなどの館内をサンリオキャラクターとピューロフレンズ（※専属ダンサーチーム）がミュージカル音楽と共に唄い踊りながらゲストに向けて紹介した演目。この演目内で使用された楽曲の数々がスターライトパレードやフェアリーランドシアターでも使用された。また、現在もそれら楽曲のごく一部はピューロランド園外の「レインボーロード」内に設置のPA用スピーカーからエリアミュージックとして流れている。メルヘンシアターの公演終了後、演目名を「ようこそサンリオピューロランド キティ＆フレンズ」、「サンリオピューロランド PRキャラバンショー」と改題し本編の一部を改訂した上で関東圏と関東圏外の三大都市圏PR会場で1991年4月から約半年間公演した。なお、PRキャラバンショーとして公演した「キティ&フレンズ」本編にはピューロランド現地で公演した際に未使用の楽曲数曲が使用され、再編集される形で流用された。本公演版、PRショー版双方共に未ソフト化。
  - サンリオキャラクターズ・オン・ブロードウェイ!!（1991年4月10日 - 1992年1月30日）

メルヘンシアター初のサンリオキャラクターによる本格的ミュージカルショーでメルヘンシアター演目の第3号。1991年7月20日以降は公演の一部を初期のものから改訂しVer.2として上演、それ以前のものはVer.1という扱いとされている。このミュージカルショーの第3バージョン(Ver.3)のみサンリオからVHS版（日コロ版 SAVV-119/サンリオ版 V-119）で映像ソフト化された。なお、VHSソフト化された物は現地収録だが楽曲著作権の権利処理の関係上、メルヘンシアター上演時の本編を部分改訂し差し替えたVTR素材を収録してビデオソフトのマザーとした。
  - ハローキティのドレミの歌(1991年7月20日 -9月25日)

メルヘンシアター演目の第4号。本作はサンリオキャラクターズのみの出演でピューロダンサーズは出演しない「夏休み家族向けプログラムレビューショー」として制作・公演された。題名通り、有名映画「ドレミの歌」の楽曲をフィーチャリングし構成したレビューショーだがサンリオピューロランドの夏休み特別公演の位置付けであり、メルヘンシアターで観劇する親子、家族連れが劇に合わせて客席でも楽曲を唄えるよう構成上の配慮が成されていた。
  - ハローキティ夢の贈り物（1992年4月[326] - 1995年5月）

このミュージカルはサンリオよりVHS版（SAVV-134）で映像ソフト化された。また、このミュージカルで使用された楽曲である「Welcome To Dream World」はCDアルバム「シング!シング!サンリオピューロランド」の3曲目に収録されている。本作より、米国ランドマーク社のスタッフに代り、音楽家「八幡茂」氏が演目楽曲を主に担当を開始。
  - ハローキティ夜の探検隊（1995年7月14日[327] - 1998年1月）

このミュージカルはサンリオよりVHS版（SAVV-189）で映像ソフト化された。
  - スーパーレビュービバ!!エステ・デ・ピューロ[328]（1998年2月20日[329] - 2000年2月）

ばつ丸のいたずらで太る薬を飲まされて巨大化したたあ坊に、キティとばつ丸、そしてメルヘンシアター初登場のプリンの3人が飲み込まれてしまう[328][329][330]。ショーの演出は中村龍史がを手掛けた。提供はアサヒコーポレーション[329]。このミュージカルはサンリオよりVHS版（SAVV-196）で映像ソフト化された。
  - ハローキティドリームレビュー1（2000年3月10日[331] - 2002年3月17日[332]）
  - ハローキティドリームレビュー2（2002年3月26日[333] - 2004年4月4日[334]）

このミュージカルはサンリオより「ハローキティ ドリームレビュー1&2」のタイトルで映像ソフト化（V-1222）された。
  - ハローキティの妖精フローレンス（2004年4月23日[334] - 2006年5月31日）

このミュージカルはサンリオより映像ソフト化（V-1203）された。
  - ハローキティのくるみ割り人形（2006年6月24日 - 2009年4月5日）

フィナーレは宝塚歌劇団とのコラボレーションによる演出がある。このミュージカルはサンリオより映像ソフト化（V-1224）された。
  - ハローキティとオズの魔法の国（2009年4月13日[335] - 2013年4月4日[336]）

ハローキティ誕生35周年記念ミュージカル[335]。この公演を撮影した3D映像が、2011年6月18日から全国のワーナー・マイカル・シネマズ（現・イオンシネマ）で上映された。くるみ割り人形と同じく、フィナーレは宝塚歌劇団とのコラボレーションによる演出がある。このミュージカルはサンリオより映像ソフト化（V-1238）された。
  - 不思議の国のハローキティ（2013年4月20日[337] - 2018年1月31日）

「不思議の国のアリス」を題材にしたハローキティのプレ40周年記念ミュージカル。家族と別れたキティがカイルと出会い、トランプ帝国で女王のハートを探す内容。ショー制作の投資額は1億2000万円が投じられ、上演期間は2年間の予定であった[338]。演出は小池修一郎[337]、作曲・編曲は太田健、衣裳は有村淳。新キャラクター「カイル」の声優は2016年4月17日まではSexy Zoneのマリウス葉が担当していたが[339]、2016年4月18日以降は池谷京子が担当している[340]。フィナーレは宝塚歌劇団の舞台作品を彷彿とさせる宝塚レビューが上演される。ショー提供は三城[111]、制作協力は宝塚歌劇団。上演時間約40分。このミュージカルはサンリオより映像ソフト化（V-1249およびその改訂版のV-1255）された。

- フェアリーランドシアター
  - 魔法のクリスタル[341]（1990年12月7日 - 時期不明[注釈 25]） - 次回作「ポチャッコとペックルの冒険」開演後も並行して上演された[341]。上演時間50分[244]。このミュージカルで使用された楽曲である「The Way To Fairyland」や「Love Is A Thousand Feelings」はCDアルバム「シング!シング!サンリオピューロランド」の4曲目と5曲目に収録されている[343]。なお、このミュージカルはサンリオよりVHS版で『愛と夢の国サンリオピューロランド』（SAVV-117）にサンリオキャラクターの台詞が加えられるなど編集された形で部分的に収録されている。なお、フェアリーランドシアターの壁画のイラストは、このショーをモチーフとしているだけでなく、マロンクリームもゲスト出演したケースもあった[344]。
  - ポチャッコとペックルの冒険[341]（1992年3月20日[345] - 1996年7月） - 魔法のクリスタルと平行して上映された。このミュージカルはサンリオよりVHS版で映像ソフト化（V-135）された[346]。
  - もんきちのマジカルミステリー[347]（1996年7月[326] - 1999年2月）

ポチャッコも客演している[348]。
  - マロンクリームのラブ・ファンタジア（1999年2月[326] - 2003年5月18日）

もんきちも客演している[349]。
  - SOMEDAY I〜なぞなぞ王様のナゾ?!〜（2003年6月20日[350] - 2005年5月22日）

王様によって人間にされてしまった妖精の物語。クリリン、マイメロディも登場する[351]。上演時間30分[350]。
  - SOMEDAY II〜ペンダントの謎〜（2005年6月24日[352] - 2008年5月25日[353]）

SOMEDAY Iの続編となるミュージカル[354]。提供はオムロンエンタテインメント[352][353]。
  - SOMEDAY III〜光の世界へ〜（2008年6月27日[353] - 2011年5月8日）

SOMEDAY IIの続編となるミュージカル。somedayシリーズ完結作[355]。
  - マイメロディの星と花の伝説（2011年6月25日 - 2015年5月24日）

ピューロランド20周年記念作品。100年に一度しか咲かない神秘の花の妖精と、永遠の命をもつ水の妖精。2人はフェアリーランドの森で出会い、そして恋をしてしまう。しかし、2人に与えられた時間はたった3日...。愛しあう2人は運命に立ち向かい、永遠の愛を手に入れようとするが...。マイメロディと妖精たちが贈る、フェアリーランドのファンタジーラブロマンス。(ストーリーモチーフ　辻信太郎原作「シリウスの伝説」より[356]）
  - 『ちっちゃな英雄』（2015年6月25日 - 2018年5月27日[357]）
家ねずみたちと森ねずみたちとの友情を描いた、サンリオピューロランドとネルケプランニングによるコラボレーションミュージカル[358]。マイメロディ（語り手）とピューロランド初の若手男性俳優のみの出演となっていた。当演目は写真撮影や動画撮影、録音行為が禁止されていたが、2015年12月26日より終了間際のカーテンコール部分のみの撮影が解禁された[359][注釈 26]。所要時間約40分。千秋楽となる5月26日および27日はファイナルイベント（所要時間約80分）が開催され、過去にちっちゃな英雄を演じた俳優たちがスペシャルゲストとして招かれてトークショーやお見送りハイタッチ会などのほか、オリジナルグッズの販売も行なわれた[360]。

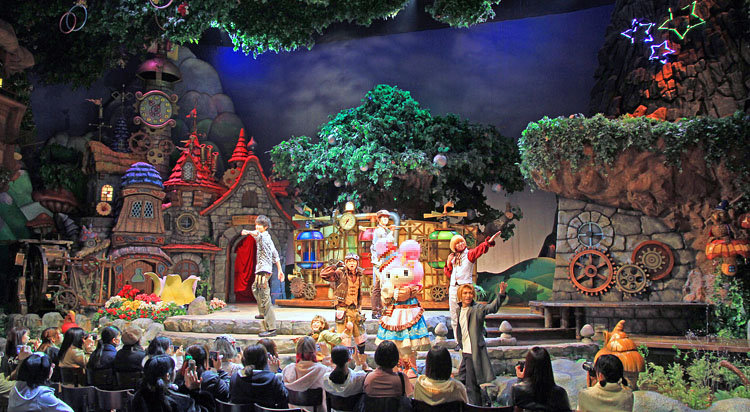
MEMORY BOYS〜想い出を売る店〜

- - 『MEMORY BOYS〜想い出を売る店〜』（2018年6月30日 [361] - 2023年10月16日）

辻信太郎原作｢想い出を売る店｣のストーリーをベースにした、前作の「ちっちゃな英雄(ヒーロー) 」と同様のサンリオピューロランドとネルケプランニングによる2.5次元コラボレーションミュージカル第二弾[362][363][364]。提供はSMBCファイナンスサービス[111][112]。前作同様、マイメロディ（語り手）と若手男性俳優のみの出演となっている。当演目は写真撮影や動画撮影、録音行為が禁止されていたが、2018年12月20日より終了間際のカーテンコール部分のみの撮影が解禁された[361][注釈 27]。所要時間約40分。ショーとしてはピューロランド初の一部有料のファンサイトが開設された[364]。なお、上演に先立ち、応募に当選した方のみが参加できる先行お披露目が2018年6月27日11時より公演（約60分）された[364]。2020年2月21日を最後に上演を休止していたが、2023年10月16日にピューロランドホームページおよびファンサイトにて、上演終了と2023年10月31日でのファンサイトの閉鎖が発表された[365][366]。
  - 『Wish me mellのChance for you』（2019年9月21日[367] -2024年10月14日 ）

フェアリーランドシアター（提供：SMBCファイナンスサービス[368]) で上演される、ウィッシュミーメルが主役のレビューショー[369]。劇中歌に倉木麻衣「chance for you」が使用されている。また、劇中に映像出演するキャラクター・マイマイの声優を、倉木麻衣が務める[367]。定員308名。上演時間約定5分。定員308名。2020年2月21日までは知恵の木ステージで上演していたが、同年11月3日より上演場所をフェアリーランドシアターに移し上演を再開した。2024年10月14日に千秋楽を迎えた。

- ディスカバリーシアター
  - ディスカバリーシアター（1990年12月7日 - 時期不明）
所要時間31分[244]。レーザー光線やCG映像、ロボトロニクスなど、当時における最先端技術を駆使した人類の発展の歴史を追う未来感覚のヒストリーミュージカル[370]。ロボトロニクス技術により人物はまるで生きた人間のように振舞い、そして歌う[370][371]。ヒストリーシミュレータのデータ分類担当主任「ピクセル教授」（プレショーにおいての主役でシステムについての説明をするロボット）の下で働く主人公である助手ロボットの「デジット」はシステムトラブルを起こす。システムコントローラーの「ミスターテック」に呼び出された「デジット」はヒストリーシミュレータ中心の中央コアにてアイザック・ニュートン、アルベルト・アインシュタイン、トーマス・エジソン、レオナルド・ダ・ヴィンチといった偉人たちを呼び出し、偉人たちは「デジット」に発明や発見の秘訣を教え、またチャレンジ精神をやさしく語る[372]。なお、このミュージカルはサンリオよりVHS版で『愛と夢の国サンリオピューロランド』（SAVV-117）にサンリオキャラクターの着ぐるみが登場するなど編集された形で部分的に収録されている。
  - パニック・イン・サンリオタウン〜ばつ丸の逆襲〜（1997年3月20日[373][374] - 2001年9月16日[375]）
上演時間約20分。バッドばつ丸とピューロランド初登場の伊集院パンダバが、サンリオタウンのコンピュータシステムである「マザーティアラ」の制御に用いる「マザーカード」を奪取し、キティたちの住むサンリオタウンを乗っ取ろうとする内容の参加型ライブショー[376]。ばつ丸たちとキティたちのゲーム合戦（綱引きの映像）では、ゲストはキティ側かばつ丸側のどちらかにつき、入場する際に配布されたキャラクターのカオが描かれた応援旗を振って応援をする[376]。舞台装置は前作のものを流用し、前作の上演の際に登場した「デジット」や「ミスターテック」もコンピュータパイロットとして出演する[376]。ばつ丸とキティのゲーム合戦の際に天井から現れて口が動くポチ（ワニ）のバルーンの製作はツエニーが担当した[377]。
  - プリンとダニエルの天使を救え（2001年12月7日[378] - 2004年10月17日[379]）
上演時間約30分。次回作「シナモンのひみつの扉」開演後も並行して上演された[379][380]。また、近未来的だったシアターの舞台装置は39面ビデオウォールと共に撤去され、メルヘンシアターに準じたような舞台装置に改修された。
  - シナモンのひみつの扉 〜It's a Wonderful Dream〜（2004年7月24日[380] - 2010年6月9日）
上演時間約30分。3階フェスティバルプラザにて「シナモンの『ひみつの扉』」のオリジナルグッズの販売も行われていた[381]。
  - ジュエルペットとシナモンの みらいレボリューション!（2010年6月26日[382] - 2012年6月6日）
上演時間約30分。ピューロランド開園20周年記念のSFXファンタジーライブショー。制作には俳優で振り付け師の前田健が関わった。また、映像にはルー大柴や、AKINAも出演する[382][383]。
  - ジュエルペット きら☆デコッ!ミュージカル 〜めざせ!NO.1アイドル〜（2012年6月23日 - 2014年6月22日）
  - レディジュエルペットの魔法のミュージカル 〜誕生!リトルレディジュエル〜（2014年7月12日 - 2016年5月29日[384]）
ジュエルペットのミュージカル。アニメ『レディ ジュエルペット』の世界観に準拠。
- エンターテイメントホール
ゴールの伝説が撤去されて以降ショーやイベントのステージや多目的スペースとして使われるようになった。提供はKADOKAWA[111]。
  - 森のメルヘン〜愛は永遠に〜（2005年12月16日 - 2006年5月7日[385]）
  - ハローキティの諸国漫遊記（2006年5月20日 - 2006年11月5日）
  - 森のメルヘン〜愛は永遠に〜（2006年12月9日 - 2007年5月6日）※再演
  - シナモンタウン大冒険（2007年5月19日 - 2007年11月11日）
  - 海のメルヘン〜愛はよみがえる〜（2007年12月15日 - 2008年5月6日）
  - シナモンタウン大冒険（2008年5月16日 - 2008年10月14日[386]）※再演
  - 湖のメルヘン〜Rio〜（2009年11月21日 - 2010年4月4日）
  - CLUB KITTY（2012年3月17日 - 2012年9月4日）
  - キティアート展（2012年9月 - 2012年10月21日）
  - パワー・ザ・キティ（2012年10月27日 - 2013年6月9日）
  - キキ&ララの星空の旅（2013年6月29日[387] - 2013年12月26日[388]） - ピューロランド開園以降初のリトルツインスターズが主役をつとめるショー。制作にはミュージシャンのDE DE MOUSEや振り付け師のホナガヨウコが関わった[387][389]。
  - チームラボ（2014年9月13日 - 2014年10月19日）
  - はらぺこあおむし（2015年4月29日 - 2015年8月31日）[390][391] - 当初開催期間は2015年6月24日までだったが、8月31日に延長された。
  - ちゃんりおバーチャルパレード（2015年7月18日 - 2016年2月29日）[392][393] - 参加型映像アトラクション
  - SHOW BY ROCK!!×リアル脱出ゲーム〜ぴゅーるランド最大危機からの脱出〜（2017年1月7日 - 2017年1月29日） - SCRAP主催の体験型謎解きイベント[394]。土休日の9日間、閉館後である19時より開催された。

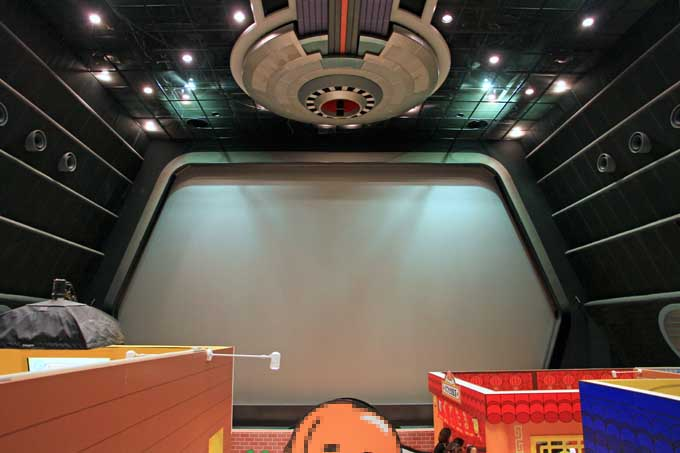
ストロベリーホール

- ストロベリーホールストロベリーホール
KITTYROBOT撤去後は「サンリオタウン」の中のひとつのスポットとしてイベントスペースとなっている[128]。また、「夢のタイムマシン」の入口の装飾は撤去され存在しないが、スクリーンや天井および壁面の電飾などの内装は当時のまま残されている。
  - いちご新聞ミュージアム（2013年7月20日[395] - 2014年2月23日）

過去のいちご新聞や付録のグッズなどが展示されていた。
  - My Melody in Akazukin（2014年3月21日[396] - 2015年5月6日[397]）

回遊型のアトラクション。様々なミニゲームで遊ぶことができ、最後に記念撮影ができる。記念撮影の際のフレームがミニゲームで獲得したポイントにより変わってくる[396]。
ピューロランドで終了後は那須ハイランドパークやハーモニーランドで展開されている。
  - サンリオキャラクターヒルズ（2015年7月18日[398] - 2016年4月26日[399]）

ピューロランドで終了後は那須ハイランドパークで2016年9月17日から2017年1月10日までの期間限定で展開されている[400]。
- その他のショー
  - アニバーサリータイム

フェアリーランドシアターにて行われるお誕生日や記念日をキティとミミィに祝ってもらえるパーティイベント[401]。完全予約制で事前にチケットペイでアニバーサリータイム参加券の購入が必須。2016年7月31日までは、当日にインフォメーションで予約する形式であった。2020年2月22日の臨時休館以降上演を休止していたが、ピューロランドホームページにて上演終了が発表された[402]）。

### 年代別 過去のイベント、ショー
以下、不定期に開催されるスペシャルイベントやショーを列挙する。近年は正月&バレンタインデー、イースター（復活祭）、夏休み、ハロウィン、クリスマスの時期にシーズナルショーやイベントを毎年開催している。
- 1989年（SPL開業1年前）
  - サンリオクリスマスファンタジー（1989年12月23日 - 24日） - パルテノン多摩・大ホールで開催された。第1部が「サンリオクリスマスショー」（約45分）でこのショーのみに登場したオリジナルキャラクターたちが「愛と友情とクリスマス」をテーマとしたレビューショーを演じた。同レビューショーでは翌年12月に開園するサンリオピューロランドの「知恵の木」にまつわる物語と、知恵の木が再生する物語を観客に向けて表現した。第2部は「ピューロの村のクリスマス」（約35分）のタイトルのキャラクターレビューショーを公演。第2部では1年後に正式開園するサンリオピューロランドの主なアトラクションの紹介や演目紹介をミュージカル形式のレビューで綴ったショーが演じられ、レビュー形式のショー構成が後のサンリオピューロランド（※メルヘンシアターの演目など）で活かされる事になった。また、それらのショーに出演をしたピューロフレンズ（第一期ピューロフレンズ）が初期のサンリオピューロランドのエンターテイメントを支えた人々だった。なお、同イベントでは開演前に「丘の上プラザ」（現・イトーヨーカドー多摩センター店）周辺でハローキティやキキとララ、マイメロディなどのサンリオキャラクターが初めて登場しPRを兼ねた屋外グリーティングが行われた。
- 1990年（SPL開業年）
  - サンリオピューロランド グランドオープン前夜祭「光と音のファンタジー」（12月6日・招待日） - サンリオ関係者、取引業者、多摩市民などを中心に披露された特別前夜祭。
  - サンリオピューロランド 開園式典「今、愛と夢が羽ばたく。サンリオピューロランド開業」(12月7日) - サンリオピューロランド開業式典を午前10時からメインエントランス外「レインボーロード」を含めた式典会場で挙行。報道各社対応の記念撮影に続き、サンリオ代表取締役社長・辻信太郎の挨拶、ピューロランド建設協力各社関係者と共にテープカットを行い正式に開業。続いてピューロキャラクター、サンリオキャラクターズと共にメインエントランスでサンリオピューロランドの最初期テーマソングをピューロフレンズ全員が歌唱する中、辻信太郎と西口由一(サンリオピューロランド初代館長)、佐藤誠(サンリオ専務取締役)たちがエントランス内でゲストを出迎え、ピューロビレッジに案内した。
  - サンリオピューロランドのクリスマス（12月7日 - 12月25日） - メルヘンシアターにて「King Happy Holiday Follies」を初上演(メルヘンシアター演目の第1号)、スターライトパレード（クリスマス版）の初公演などを中心に開催。
- 1991年（SPL1周年）
  - サンリオピューロランドのハッピーニューイヤー（1月1日 - 1月6日） - ニューイヤーセレブレーションイベント、ニューイヤーグリーティングなどを開催。
  - ピューロランドメドレー(Puroland Medley)（1月5日 - 3月31日） - メルヘンシアターで上演したSPL館内のアトラクションを紹介するレビューショー。メルヘンシアター演目の第2号。
  - サンリオピューロランドのバレンタインデー（2月8日 - 2月14日） - ピューロランド初のバレンタインイベント。バレンタインミニショー、グリーティングなどを開催。
  - サンリオピューロランド ゴールデンウィークスペシャルデー（4月27日 - 5月6日） - ゴールデンウィーク期間に合わせた館内装飾とキャラクターグリーティングを中心に開催。
  - 風のフェスティバル（6月1日 - 7月19日） - 夏季に向けて館内空調の試運転と本番稼動が行われた際のミニイベント。
  - サンリオピューロランド サマーフェスティバル（7月20日 - 9月1日） - 世界各国のエンターティナーによるパフォーマンス開催、ぽこぽんの盆踊りを開催。レインボーホール屋台村も開催。
  - ポップンステップ ハローキティ!! - 知恵の木ステージで行われた、ハローキティ&ピューロフレンズによるショー。
  - ぽこぽんの盆踊り - 知恵の木ステージで行われた、ぽこぽん&お花ちゃんによる初の盆踊りショー。
  - ハローキティのドレミの歌（7月20日 - 8月31日） - ミュージカル映画「サウンド・オブ・ミュージック」挿入歌に乗せて上演したサンリオキャラクターミュージカル。このミュージカルはサンリオよりVHS版で映像ソフト化（V-118）された。
  - レッツプレイ・ウィズ・ピューロランド（8月1日 - ） - 弦楽四重奏に乗せて送るミュージックショー。出演キャラクターはマイメロディ。知恵の木ステージで上演。
  - サンリオピューロランド・ナイトディスコ（8月1日 - ） - ピューロランド初のナイトディスコショー。出演キャラクターはハローキティ、エディ&エミィ 他。
  - 秋はお祭り、サンリオピューロランド（9月11日 - 9月16日） - ピューロランド初の秋季イベント。ぽこぽんとお花ちゃんのスペシャルグリーティングなどを開催。
  - サンリオピューロランド ハブ・ア・ハッピーハロウィーン（9月18日 - 10月31日） - SPL初のハロウィンイベント。
  - ホーリーゴースト・グリーティング（9月18日 - 10月31日） - SPL初の知恵の木周回形式のミニパレードイベント。
  - サンリオピューロランド・ハロウィーンディスコ（9月18日 - 10月31日） - ハロウィン仕様のナイトディスコショー。出演キャラクターはハローキティ、エディ&エミィ 他。
  - キティズバースデイパーティー（11月1日 - 11月4日） - SPL初のキティ誕生日イベント。ハッピーバースデーセレモニー、スペシャルスターライトパレード、キティのバースデーパーティ、キティとミミィのバースデーパーティ（有料/グルメバザール2F「ワールドアラカルト」内）などを複合開催。
  - サンリオピューロランドのクリスマスパーティ（11月6日 - 12月25日） - スターライトパレード＆クリスマススペシャル、みんなで歌おうクリスマス、ダンシングクリスマス、クリスマスファミリーパーティー、クリスマスナイトディスコを複合開催。
  - ファーストアニバーサリーセレモニー（12月7日） - SPL1周年記念セレモニー、1周年スペシャルスターライトパレード、特別イベント、特別グリーティングを1日だけ開催。
- 1992年
  - ハッピーニューイヤーピューロランド（1991年12月26日 - 1992年1月5日） - この期間限定で「風の子さっちゃん」「パティ&ジミー」等の復刻グッズを館内で販売。ぽこぽんとキティの餅つき大会、お正月in知恵の木ステージなどを開催。
  - ハートフルバレンタイン（1月17日 - 2月14日）
  - フローラルファンタジー（2月21日 - 6月9日） - SPL初の「花」をテーマにしたイベント。フローラルパレードは3月20日から3か月間開催。
  - フローラルダンスクラブ（2月29日から4か月間限定）
  - 花と妖精のフェスタ（3月20日[345] から3か月間限定で開催）
  - サンリオピューロランド 着物大即売会（6月3日と5日） - 館のレストランを外部業者に貸し出した着物即売会。
  - サンリオピューロランド サマーパラダイス（6月12日 - 9月2日） - SPL初の夏季期間集中イベント。キキとララ、風の子さっちゃん、ボタンノーズがショーとグリーティングで活躍。
  - ハローキティフェスティバル（9月18日 - 11月11日） - ハローキティ 夢の贈り物(初公演)、虹色のパーティー、バースデーパーティー、キティズ・バースデーパレードを複合開催。
  - サンリオピューロランドのクリスマス (12月1日 - 12月25日) - サンリオスターライトパレード・クリスマス版(92年版)を公演。
- 1993年
  - ハローキティとひなまつり（2月27日 - ）
  - ハッピーバースデーハンギョドン（3月6日 - ）
  - イブニングパーティーフロムナイト（3月6日から2週間限定）
  - フローラルファンタジー（3月18日 - ） - 前年に続きフローラルパレード(※再演版)を開催。
  - あそびの国 創刊15周年記念「あそびの国ギャラリー」（3月20日から2か月間限定）
  - 調布・府中市民感謝週間（4月9日 - 14日） - SPL初の感謝週間、パスポート特別割引を実施。
  - 子供の日 キッズフェスティバル（4月17日 - ）
  - マロンクリームの誕生日（5月21日から10日間限定） - SPL初のマロンクリーム誕生日イベント。
  - サンリオピューロランド サマーパラダイス（6月18日 - ） - 1992年開催の夏季イベントの再構成版。ぽこぽんのBON!カーニバル、大抽選会、サンリオスターライトパレード サマーバージョンを複合開催。
  - サンリオピューロランド・恐竜パラダイス（7月16日 - ） - 恐竜展・動く恐竜ランド、子育て恐竜 マイアサウラの世界展 同時開催。
  - ハローキティの恐竜島探検（7月24日から公演） - 恐竜キャラクター「ダイナソアーズ」初登場。このミュージカルはサンリオよりVHS版で映像ソフト化（V-155）された。
  - ハブ・ア・ハッピーハロウィーン（10月1日 - ）
  - キティズバースデー（10月15日 - ）
  - ファンタスティック・クリスマス（11月19日 - 12月25日）
- 1994年
  - ハッピーニューイヤー キャラクター演芸会（1月1日 - ）
  - サンリオ キャラクターサーカス（2月4日から4月10日まで追加公演[293]）
  - ピューロランドのひな祭り（2月26日 - 3月6日[293]）
  - ポチャッコのバースデー（2月19日 - 3月6日[293]） - SPL初のポチャッコの誕生日イベント。
  - サンリオピューロランド トワイライトパーク（4月23日 - ） - SPL初の夕方割引入場開始。同7月中旬から「夏祭り盆踊り大会」「館のレストラン サマーバイキング」等のイベントも開催。7月23日から8月31日にかけては連日開催[403]。
  - マロンクリームのバースデー（5月28日 - 6月5日[403]）
  - けろけろけろっぴのバースデー（6月25日 - 7月10日[403]）
  - バージェスモンスターと巨大昆虫探検館（7月20日 - 10月2日[404]） - ピューロランド横に特設会場を設けて開催[404]。
  - キティズファミリー全員集合（9月22日 - 1995年1月17日[405]） - キティのパパ・ママ・おじいちゃん・おばあちゃん初登場。
  - ハローキティのハッピーバースデー（9月23日 - 11月8日） - キティズバースデーパレードが上演された[405]。
  - ハロウィン大行進（9月30日 - 10月31日[406]）
  - ハローキティ20周年スタンプラリー（10月14日 - 1995年1月17日[405]）
  - ハローキティ名作アニメ映画祭り（10月14日 - 1995年1月17日[405]）
  - ハローキティのロックンロールサーカス るるる学園大パニック（10月15日 - 1995年1月16日[405]） - ボリショイサーカスとタイアップしたサーカスショー。もんきちのアクロバットやキティの綱渡りやマジックもある[405]。
  - ハローキティと遊ぼうパーティ（10月15日 - 1995年1月16日[405]） - キティと歌やゲームすることが出来る。週末および祝日、冬休みに実施された[405]。
  - サンリオピューロランド クリスマスパーティ（11月11日 - 12月25日[405]） - クリスマスパレードが上演された。
  - 5周年!全員集合キャラクター祭り（12月6日 - 12月23日）
  - ハローキティ20周年アニバーサリーレビューショー（12月23日 - 1995年1月8日[405]）
- 1995年（SPL5周年）
  - キャラクター演芸会（1月1日 - 1月8日[406]）
  - ハローキティのロックンロールサーカス（2月15日から追加公演）
  - ポチャッコのバースデーとハローキティのひなまつり（2月25日 - ）
  - サンリオピューロランドの夏祭り（7月22日 - ） - ハローキティと夜の探検隊、盆踊り大会、お笑い雑技団バラエティーショー等のイベントを開催。
  - 特別展 世界のテディベアコレクションとおもちゃ王国（7月22日 - ）
  - サンリオピューロランド サンリオ商品大バーゲン（10月5日 - 10月10日） - SPL初のサンリオ商品大幅割引セール開催。
  - サンリオピューロランドのクリスマス（11月17日 - 12月25日）
  - サンリオピューロランド Go Go 5周年!!全員集合!!キャラクターまつり（12月6日 - 12月30日） - キャラクタータウン、サンリオミュージアム、オールスタースペシャル等の複合イベントを館内各所で開催。
  - サンタ特急出発進行!!（12月10日） - SPLと京王電鉄が共同企画をした初のイベント列車を運行。
- 1996年
  - サンリオピューロランドのお正月（1月1日 - ）
  - トゥインクルシンフォニー（3月20日 - ） - キキとララが初の主役でキティが脇役の知恵の木レビューショー。
  - サンリオピューロランド 爆走!!ミニ四駆プレイランド（6月8日 - ）
  - ピューロランド夏休み特別展 NHKスペシャル 大生命展（7月20日 - ） - NHKスペシャルとのタイアップイベント。
  - サンリオピューロランドの夏祭り 納涼スペシャル'96（7月20日 - ） - 夕涼みビアレストラン（16:00からの入場＋バイキング料理セット2000円）等のイベントを開催。
  - 沖縄アクターズスクールライブ（8月22日から3日間限定）
  - サンリオ テディベアワールド（10月10日 - ）
  - 多摩・日野・稲城市民感謝デー（10月26日 - 11月4日） - パスポート特別割引を実施。
  - ハロウィンハッピーセレモニー（10月19日 - ）
  - ハッピーバースデー!!キティ&ミミィ バースデーパーティー（11月1日 - ）
  - 秋のトワイライトパーク（11月1日 - ） - この日から"リンディ・レパード"（初期Ver.）がデビュー。
  - ファンタスティック クリスマス（11月15日 - ）
  - 爆走!!ミニ四駆ウルトラサーキット（12月24日 - ）
- 1997年
  - サンリオピューロランドのお正月（1月1日 - ）
  - サンリオピューロランド フワフワタウン（3月14日 - 1998年9月30日[407]） - 6種類のエアーアスレチック
  - パニック イン サンリオタウン ばつ丸の逆襲（3月20日 - ）
  - アイラブキティ・グッズコレクション（5月31日から3か月間限定）
  - サンリオピューロランドの夏祭り 納涼すぺしゃる'97（7月19日 - ） - プリクラ大作戦、ばつ丸パーク等のイベントを開催。
  - かわいくへんし〜ん 仮装大会（10月4日 - ） - フェイスペインティングやキャラクター衣装レンタルによる仮装イベント。マイメロディのフェイスペインティングは10月1日から初登場。デジタルカメラのレンタルも開始。
  - サンリオ テディベアワールド（10月10日から2か月間限定）
  - ハッピーバースデーキティ&ミミィ バースデーパーティ（10月25日 - ） - 同11月1日から3日のみスペシャルグリーティングを開催。
  - サンリオピューロランド クリスマス特別企画 サンタ特急 出発進行!!（1997年12月7日）
  - ハローキティとメリークリスマス（12月20日 - ）
  - スーパーフォトフェスティバル（12月20日 - ）
- 1998年
  - サンリオピューロランドのお正月・ハローキティの新春！歌舞伎小屋[408]（1月1日 - ）
  - キティズカフェ&アイラブキティ グッズコレクションPART2[270]（2月20日 - ） - 4階ストロベリーラウンジで開催。キティのみならずマイメロディやリトルツインスターズなどの歴代グッズも展示されていた[270]。
  - サンリオスーパーレビュー ビバ!エステ・デ・ピューロ（2月20日から公演）
  - サンリオピューロランド 夏祭りすぺしゃる（7月18日 - 9月23日） - 初代キティズハウス誕生、キティズカフェオープン、I LOVE キティ グッズコレクション開催、ダニエル初登場。
  - キティちゃんと行く サンリオピューロランド（10月10日） - JR東日本千葉支社との共同企画イベント列車を運行。
- 1999年
  - ポムポムプリンを抱きしめちゃおう（5月22日 - 6月27日） - ポムポムプリン誕生のタイアップイベント。
  - 恒例！サンリオピューロランドの夏祭り（7月20日 - 8月31日） - 6月26日から11月10日 ハローキティ25周年記念 レジェンド・オブ・シリウス(シリウスの伝説)などを上演。
  - ハローキティのバースデーフェスタ（9月11日 - 11月10日） - 特大バースデーケーキフォトスポット、バースデーセレモニー、キティズディナーショーなどを複合開催。
  - サンリオピューロランド ロマンティッククリスマス（11月20日 - 12月25日） - クリスマスパレード、ロマンティック街道、クリスリマディナーショー、キティファンクリスマスパーティーを開催、11月20日 旧ピューロアドベンチャーをリニューアルした、サンリオキャラクターボートライドがオープン[203]。
  - ミレニアムアニバーサリー WELCOME 2000（12月26日 - ）
- 2000年（SPL10周年）
  - サンリオピューロランド お正月スペシャル（1月1日 - 6日）
  - サンリオピューロランド スイートディナーショー（3月4日 - 7月16日） - キティの歌とダニエルのピアノ演奏を開催。
  - サンリオキャラクター フワフワワールド（3月18日 - ）
  - コロコロクリリンを遊んじゃおう!（5月13日 - 6月20日） - コロコロクリリン誕生のタイアップイベントを開催。
  - 恒例!サンリオピューロランドの夏祭り（7月20日 - 8月31日） - "夢のタイムマシン"新プログラム「デジモンアドベンチャー3D デジモングランプリ!」7月20日から公開。
  - サンリオピューロランド10周年記念 アクロバティックパレード ムーンライト・ドリーム（7月20日 - 11月8日）
- 2009年
  - ばつ丸&プリンのグッドラック抽選会（2009年3月終了）
- 2010年（SPL20周年）
  - おねがいマイメロディ 天使の大行進（2010年7月14日終了）
- 2011年
  - 2011 Sanrio Thank You Party!（12月7日） - 無料開放日。
- 2012年
  - ハローキティ謎解きプロジェクト ピューロ魔法学園へようこそ!（11月27日 - 12月31日） - SCRAP主催の体感型謎解きイベントであるリアル脱出ゲームとのコラボレーション。
  - 2012 SANRIO THANKS PARTY!（12月6日 - 7日） - 無料開放日。
  - ウサハナとバースデー・パーティー 〜すてきなプレゼント〜 → ハッピー はっぴ〜 バースデー SHOW（知恵の木ステージ、2009年4月開始、公演終了日不明）
  - シュガーバニーズのきっとうまくいくよ!（2012年12月11日終了）
  - Top the Top 有頂天なダンスコンテスト（2012年5月27日終了）
  - シナモン10周年記念レビューショー「シナモンせかい旅行」（2012年12月14日 - ）
  - テレビ東京系列等で放送されていたサンリオ制作のテレビ番組「キティズパラダイス」シリーズも館内のメルヘンシアターを収録会場に使用。収録日はホームページ上で事前に発表され子供連れが観覧した。同番組は2011年3月末で放送終了の為、公開収録も終了した。
  - 『バラエティ→でいこう!』
- 2013年
  - 2013 SANRIO THANKS PARTY!（12月6日） - 無料開放日。
- 2014年
  - リリーボンボンズのマーチングパレード（1月27日 - 7月18日） - 平日限定で行われていたゲスト参加型パレード。うさぎのキャラクターのみの登場。
  - 夏祭inさんりおぴゅーろらんど（7月19日 - 8月31日[409]）
  - 2014 SANRIO THANKS PARTY!（12月5日） - 無料開放日。
- 2015年（SPL25周年）
  - マイメロディ40thアニバーサリーフェア（1月9日 - 2016年1月12日） - 4階エリアにカフェ、フォトスポット、ルーム、アニバーサリーショップがオープン。フェア終了後もフォトスポット以外は残ったままである。
  - リトルツインスターズ40thアニバーサリーフェア（6月26日 - 2016年1月12日） - 4階エリアにフォトポットとアニバーサリーショップがオープン。フェア終了後はもふもふストリートオープン期間までの間フォトスポットのみ残っていた。
  - 夏祭りinサンリオピューロランド（7月18日 - 8月31日[398][注釈 28]） - ゲスト参加型のマーチングパレードの開催[398]。キャラクターフードコート前に櫓、サンリオタウンではキャラクター縁日として屋台が並んだ。屋台にはキャラクターが登場することも。
  - ピューロハロウィーン2015（9月4日 - 10月31日） - ゲスト参加型のマーチングパレードの開催や、ハロウィーン限定フードメニューの販売など。マイメロードドライブとトゥインクリングツアーもハロウィーンバージョンとなっていた。
  - ピューロキラキラ★クリスマス（11月6日 - 12月25日） - キキララをメインにクリスマス限定のフードメニューなどを展開。トゥインクリングツアーではアーティストやブランドなどとのコラボレーション。
  - 2015 SANRIO THANKS PARTY!（12月4日） - 無料開放日。「Miracle Gift Parade」の一部先行上映やいちごの王さまからのメッセージ、サンリオキャラクターデザイナーによるサイン会やイラスト会などが行われた。
- 2016年
  - ぐでたまのあけましておめでとうございません（2015年12月26日 - 2016年1月5日） - 期間中は開園時にエントランスにて抽選券が配られパレード後抽選会が行われていた。また1月1日-3日にはつきたての餅を振る舞う「ファンキー★モチツキ」やぐでだまとおせちを食べる「ヒトリ★オセチの会」といったイベントが開催された。1月1日-5日の「あしたからほんきだす」は正月バージョンとなっていた。
  - もふもふストリート（3月11日 - ） - ポムポムプリン20thを記念して4階に作られるエリア。ショップやフォトスポット、ワークショップなども開催。
  - ぐでたまふぇすてぃばる（3月18日 - 5月31日）
  - 夏祭りinサンリオピューロランド（7月16日 - 8月31日[410]）
  - ピューロウィンターギフト（11月11日 - 2017年1月31日） - キティとダニエルが主演のライブショー「HAPPY GIFT CHRISTMAS」のほか[411]、事前に応募したメッセージをピューロビレッジのスクリーンに映し出す「おもいやりイルミネーション」[412]が上演された。
- 2017年
  - イースター セレブレーションパレード（3月18日 - 06月27日）
ピューロランド初となるイースターショー[413]。イベントではイースターバニーに因みうさぎのキャラクターが主役をつとめる。なお、ゲストが参加するマーチングパレードの際、パレードエリア内での撮影行為は禁止されている。
  - TVアニメ『パズドラクロス』 in 『サンリオピューロランド』（2017年3月21日 - 2017年4月9日[414]）
パズドラクロスの声優イベント[414]。
  - 夏祭りinサンリオピューロランド（7月15日 - 9月3日）
エンターティナーが太鼓を鳴らして夜祭りの開幕を告げる「夜祭り宣言」のほか、キャラクターイルミネーションのマイメロディイルミネーション「Sweet Melody」（7月15日 - 7月31日）、ポムポムプリンイルミネーション「ポムプリダンス」（8月1日 - 8月16日）、シナモロールイルミネーション「Chu-Chu-Chu」（8月17日 - 9月3日）、ゲスト参加型のパレードショー「夜祭りマーチングパレード」が上演された。また、エンターテイメントホール内に櫓のほか、キャラクター縁日として屋台が並んだ[109][106]。
  - ピューロハロウィーンパーティ（9月8日 - 10月31日）
プレショーとなる「ゴーストピエロからの挑戦状」のほか、平日はシナモンたちによる「シナモロールレンジャー」、休日は主要サンリオキャラクターたちによる「ピューロレンジャー」が出演するゲスト参加型のパレードショー「ハロウィーンゴーストレンジャーパレード」や、年齢制限（中学生以上）が設けられたピューロランド史上最恐となるアトラクション「ゴーストピエロのホラーハウス」がディスカバリーシアターにて上演された[415]。
  - ピューロクリスマス（11月10日 - 12月25日）
クリスマスのスペシャルイベント。参加型イルミネーションパレードの「クリスマ☆パーティ -『ス』が消えちゃった!?- 」が上演された[416]。ほかにも体験型イルミネーションショー「Blue Snow Christmas -天使のおくりもの- 」や、クリスマスバージョンに改められた「ミラクリュージョン ★Happiness」も上演された。
- 2018年
  - スイーツピューロ（1月12日 - 3月13日[417]）
ハローキティイルミネーションSPARKLE!!の特別バーションである「SPARKLE!! - Sweet Lights -」や「ミラクリュージョン★Happiness」の特別バーションが上演された[417]。また、サンリオキャラクターモチーフのスイーツやフードメニューが期間限定で販売され、スイーツがデザインされたフォトスポットが設けられた。
  - ピューロイースター（3月21日 - 6月27日[418]）
ハレガケがプロデュースするピューロランド初のリアル謎解きイベント「マイメロディ&ウィッシュミーメルの謎ときエッグdeハント」が開催される。また、ウィッシュミーメルが初めて主役をつとめるパレード「ウィッシュミーメルのイースターセレブレーション」が行なわれる[418]。なお、ゲストが参加するマーチングパレードの際、パレードエリア内での撮影行為は禁止されている。
  - ピューロ夏Fes2018（7月14日 - 9月2日[419]）
  - ピューロハロウィーンパーティ（9月14日 - 10月31日[420]）
  - ピューロクリスマス（11月9日 - 12月25日[421]）
  - The Final HEISEI セレブレーション（12月26日 - 2019年1月8日[422]）
関連イベントして大晦日に「大晦日スペシャルグリーティング」や「HEISEI最後の世界一早いカウントダウン?!2018」などが開催されている[423]。

- 2019年

ミュージカルショー "ザ・ピューロクリスマス"

キキ&ラライルミネーション "TWINKLE SPARKLE!!"

  - SWEETS PURO〜ようこそストロベリーパーティへ〜（2019年1月18日〜3月12日[424]）
  - ピューロイースター（2019年3月21日〜6月25日[425][426]）
  - オバケンゾンビランド in サンリオピューロランド 2019（2019年6月1日・6月8日[427]）
  - ピューロ夏フェス2019（2019年7月12日〜9月1日[428][429]）
  - ピューロ ハロウィン パーティー 〜カワイイ マスカレード〜（2019年9月13日〜10月31日[430]）
  - ピューロ ホワイト クリスマス（2019年11月8日〜12月25日[431][432]）
リトルツインスターズが主役のパレードショー「ミュージカルショー "ザ・ピューロクリスマス"｣では雪が舞う演出も見られた。また、イルミネーションショーでは「ハローキティ イルミネーション SPARKLE!!」に替わり、リトルツインスターズが出演する『キキ&ララ イルミネーション｢TWINKLE SPARKLE!!｣』も合わせて上演された。
  - SANRIO THANKS PARTY 2019（2019年12月6日[433]）
無料開放日。この年から入場方法がチケット制に変更された。一般入場チケットの入手は応募で当選される必要がある[434]。これとは別に先着で有料の「優先入場チケット」（一般入場チケットは不要）も合わせて販売された。
- 2020年（SPL30周年）
  - Sweets Puro 〜very berry sweets パーティ〜 （2020年1月10日〜2月21日）
イルミネーションショーではピューロビレッジにて2018年に上演された「SPARKLE!! - Sweet Lights -」や2019年上演された「いちごいちえ」が再上演された。また、昨年9月に終演したプロジェクションマッピングと光のイリュージョンショーである「ミラクリュージョン★Happiness」がエンジェルをモチーフにした衣装を身に纏い、期間限定で再上演された[435]。
  - Go for it! 〜笑顔あつめて〜（2020年7月13日〜2022年3月8日）[436][437][438]
感染症の懸念から「KAWAII KABUKI〜ハローキティ一座の桃太郎〜」や「MEMORY BOYS〜想い出を売る店〜」などが上演出来なくなり、その穴を埋める形でエンターテイメントホールで期間限定で上演されている。登場キャラクターは主演はキティで、バッドばつ丸もファンキーなラップでキティたちを盛り上げる。当演目は本編部分の写真撮影や動画撮影、録音行為が禁止されているが、写真撮影タイムと称した終了間際のカーテンコール部分の撮影は出来る。上演時間20分。上演初日はOPENREC.tvでライブ配信も実施された。
  - よみきかせショーキティとシナモンの「あおいとり」（2020年7月13日〜）[436][437][439]
感染症の懸念から「KAWAII KABUKI〜ハローキティ一座の桃太郎〜」や「MEMORY BOYS〜想い出を売る店〜」などが上演出来なくなり、その穴を埋める形でメルヘンシアターで期間限定で上演されているモーリス・メーテルリンク作の青い鳥をモチーフにしたピューロランドオリジナルストーリーの読み聞かせショー。登場キャラクターはキティとシナモンである。2020年9月11日に同アトラクションで「KAWAII KABUKI 〜ハローキティ一座の桃太郎〜」の上演が再開された後も週末を中心に上演を継続している。当演目は写真撮影や動画撮影、録音行為が禁止されている。本編終了後は各公演10組限定で有料の撮影会も実施されている。
  - キャラクター撮影会〜キャラクターKawaii講座〜（2020年7月13日〜）[436][437][440]
感染症の懸念から「KAWAII KABUKI〜ハローキティ一座の桃太郎〜」や「MEMORY BOYS〜想い出を売る店〜」などが上演出来なくなり、その穴を埋める形でフェアリーランドシアターで期間限定で上演されていたポートレイト撮影会。モデルとして上演するキャラクターは3キャラクターのグループ単位で日替わりとなる。テーマ曲は「Miracle gift parade」で使用されている「KAWAII FESTIVAL」が流れる[110]。上演時間20分。

## その他

ハローキティとしまじろうのモニュメント

- 近傍にベネッセコーポレーション東京本部があることから、サンリオキャラクターとそのキャラクターであるしまじろうなどとのコラボレーションイベントが開催されることがある[441]。
- パルテノン大通りよりピューロランドに至るプロムナードは「ハローキティストリート」と称し[442]、パルテノン大通りや「ハローキティストリート」沿いにハローキティが描かれた案内板である「多摩センターエリアマップ」が設置されている[443][444]。また、「ハローキティストリート」の途中にあるしまじろう広場にはしまじろうとキティの立体像が設置されている[445]。同所周辺にはピューロランドをモチーフにしたデザインマンホールも設置されている[446]。
- 1990年の正式開園時から暫くの間、当園の仮称である「サンリオハートパーク」(Sanrio Heart Park)のロゴマークが付いたキャラクターグッズ（文具類、UFO風船、衣類など）とお菓子などが園内のスーベニアショップで販売され続けていた[注釈 29]。
- イベント「名探偵コナン in サンリオピューロランド キティの涙と失われたリボン」（2008年3月14日 - 2008年5月6日）が2階プリモガーデン（現サンリオタウン）にて開催された。
- 2018年1月よりTOKYO MX等で放送されているテレビアニメ「サンリオ男子」のオープニング映像をはじめ、作中にサンリオピューロランドが度々登場する。特に第7話「ミラクルなホリデー」では主要登場人物がピューロランドのアトラクションやライブショーを実際に体験する。

## 事件・事故等
ピューロランドは開園から四半世紀が経過するが、報道等で確認できる目立った事故は下記の一件のみで、連日のように高度なアクロバットショーを披露する中、いまのところ園内で発生した重大な事故は特に報じられていないことは特筆に値する。
2015年7月25日10時過ぎ、サンリオキャラクターボートライドにて、外国籍の5歳男児がライドから水路に手を伸ばしたことで、ライドを停止させる金属製ストッパに指を挟まれて骨折する事故が発生した。この事故を受けて当アトラクションを休止したうえで構造に欠陥がないか調査が行なわれ、アトラクションにおける禁止事項の多言語化や、ピクトグラムの導入が実施された。

## 関連商品
映像ソフト
- 愛と夢の国サンリオピューロランド

発売日：1992年7月21日 サンリオ VHS（SAVV-117）
- まるごと!ピューロランド 2002-2003 サンリオピューロランド オフィシャルガイドビデオ

発売日：2002年11月21日 サンリオ VHS（SAVV-201）
音楽
- シング!シング!サンリオピューロランド

発売日：1993年11月21日 サンリオ アルバムCD版（SACV-2048）
- みんなでうたおう！サンリオピューロランド

発売日：1993年11月21日 サンリオ 絵本付アルバムCD版（SACV-3401）
- Nakayoku Connect

発売日：2022年11月15日
- Sweets Puroland フレフレ★ピューロ学園

発売日：2023年1月28日
- Flower Puroland

発売日：2023年5月19日
- Puroland Camp

発売日：2023年8月1日
- PUROHALLOWEEN

発売日：2023年10月2日
- ハッピーセレブレーションパーティ ～どきわくきゅん♡でハッピー☆デー～

発売日：2023年11月16日
- Puroland Christmas

発売日：2023年12月1日
- 春のピューロランド学園祭

発売日：2024年2月20日
- PUROSPRINGPARTY

発売日：2024年5月2日
PCソフト
- サンリオピューロランドカーニバル

発売日：1997年7月18日 サンリオ Win/MacハイブリッドCD-ROM仕様。
- サンリオピューロランドカーニバル 2

発売日：1999年6月26日 サンリオ Win/MacハイブリッドCD-ROM仕様。
- ぱそピコ サンリオピューロランド

発売日：1998年6月26日 セガ Win/MacハイブリッドCD-ROM仕様。
- ぱそピコ あいとゆめのくに サンリオピューロランド

発売日：2002年1月31日 セガ WindowsCD-ROM仕様。

## アクセス

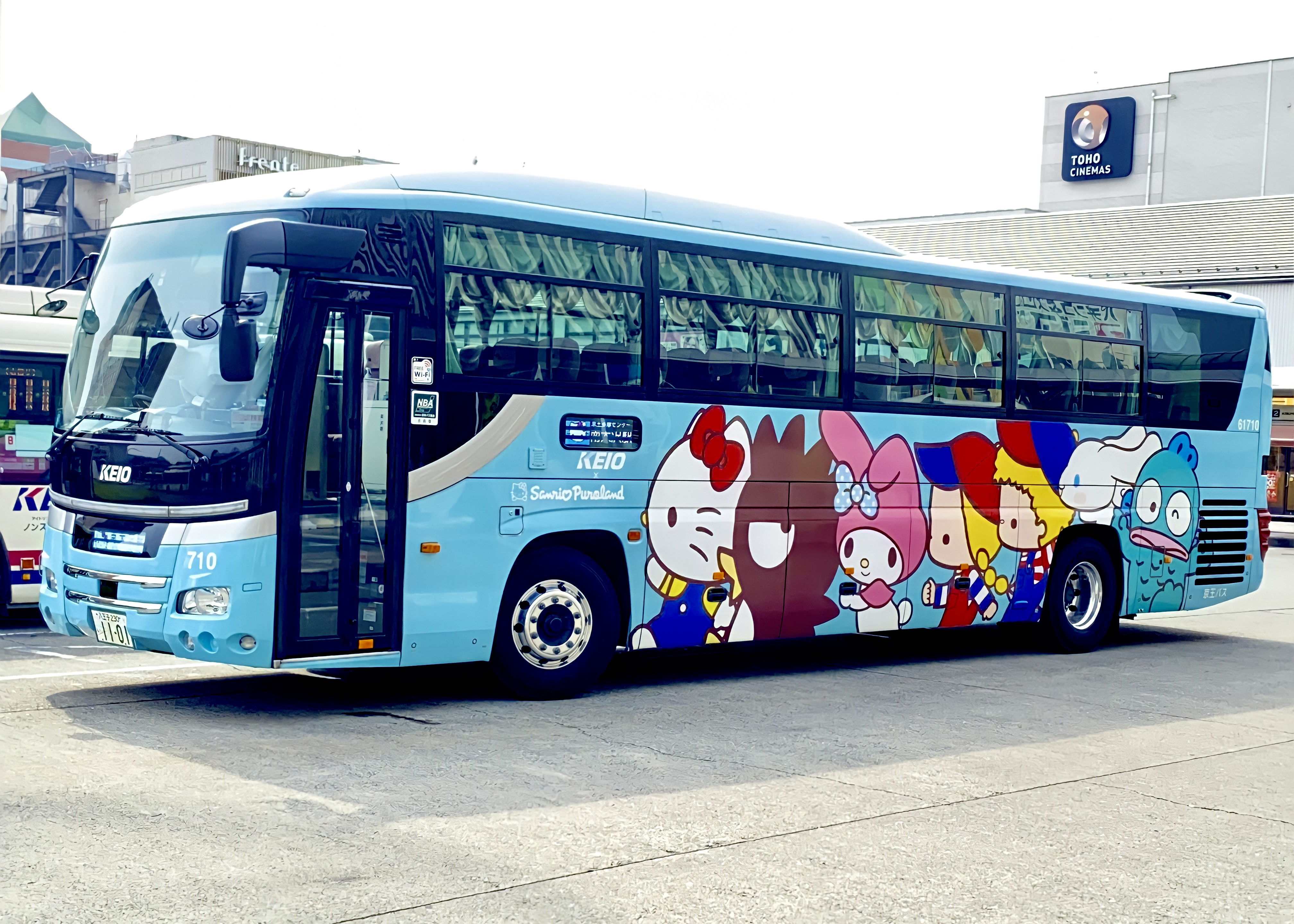
羽田空港・成田空港と南大沢駅を結ぶサンリオピューロランド号

鉄路の場合、多摩センター駅（京王相模原線、小田急多摩線、多摩都市モノレール線）が最寄り駅となり、羽田空港や成田空港からは、同駅まで東京空港交通のリムジンバスも出ている。
- 鉄道・バス

多摩センター駅より徒歩数分
京王多摩センター駅はピューロランドとのコラボレーションにより随所にサンリオキャラクターの装飾が施され、2016年3月12日にリニューアル記念セレモニーが挙行されている。また、小田急多摩センターも「サンリオピューロランドアートステーション」と称してサンリオキャラクターの装飾が随所に施され2018年12月6日に記念セレモニーが挙行されている。
羽田空港・成田空港からの場合
羽田空港・成田空港から多摩センター駅直通バス
羽田空港からの空港連絡バスに2016年12月10日より「サンリオピューロランド号」と称するサンリオキャラクターのラッピング車両が導入されている。
- 自動車

中央自動車道国立府中インターチェンジより約8キロ。ピューロランド地下駐車場（80台、有料）の他、周辺に「多摩センター地区共同利用駐車場」や民間の駐車場もある。